# Musée archéologique national de Venise
Le musée archéologique de Venise (Museo archeologico Nazionale di Venezia, en italien) est un musée archéologique situé à Venise. Logé dans le bâtiment des Procuratie nuove, sur la place Saint-Marc, il est consacré à la présentation d'œuvres issues de fouilles archéologiques et de collections vénitiennes, avec des sculptures grecques du Ve au IVe siècle av. J.-C., des portraits romains, des reliefs, des inscriptions, des céramiques, des ivoires, des pierres précieuses et une collection numismatique. En 2015, il a accueilli 300 000 visiteurs.

## Historique
Le Musée archéologique national est né au XVIe siècle, grâce aux dons des familles de collectionneurs vénitiens.
En 1523, le cardinal Domenico Grimani (1461-1523) légua à la république de Venise un groupe de sculptures antiques de sa collection privée. La plupart de ces œuvres provenaient d'un vignoble près du Quirinal à Rome, où le cardinal faisait construire sa résidence.
D'autres collections privées ont été intégrées au musée, depuis la Renaissance et jusqu'à nos jours.

## Collections
La salle I abrite des inscriptions grecques, dont certains décrets appartenant à des villes de l'île de Crète, l'inscription funéraire de Sokratéa (IIe siècle av. J.-C.), un fragment de pied d'une statue colossale, un haut-relief de Mithra tuant le taureau et deux monuments funéraires attiques du IIe siècle. Il y a aussi des portraits et des fragments de l'époque romaine.
La salle II, située dans un long couloir, expose la collection numismatique, avec plus de 9 000 spécimens de monnaies grecques, romaines et byzantines.
La salle III conserve des copies romaines d'originaux grecs de la première moitié du Ve siècle av. J.-C., dont la réplique romaine d' une tête d'Hermès attribuée à l'école du sculpteur Agoracritos, une tête de korè attribuée à l'école de Calamis, une statuette d'Artémis du Ier siècle av. J.-C. et deux Cariatides, dont une provenant de l'île de Cres, en Istrie.
La salle IV abrite des originaux grecs de l'époque classique, en grande partie d'inspiration phidienne, appartenant aux collections de Giovanni Grimani et Federico Contarini et provenant de différents endroits de la mer Égée. Parmi ceux-ci se trouvent les statues plus petites que nature des peplophoroi (« porteurs de péplos »). Provenant peut-être d'un sanctuaire grec, deux statues de Déméter de production attique (première moitié du IVe siècle av. J.-C.), du type de la statue attribuée à Céphisodote l'Ancien, une statue de korè de l'école ionienne (début IVe siècle av. J.-C.), dite Abbondanza Grimani et restaurée à la Renaissance, et une statue d Athéna de l'école attique (410 av. J.-C.), avec une tête romaine hors-sujet du IIe siècle, recomposée avec le corps à la Renaissance.
La salle V présente des copies romaines de sculptures grecques du Ve au IVe siècle av. J.-C., dont des copies de l'Athéna de Crésilas et de l'Apollon lycien de Praxitèle, une copie d'une tête de Méléagre de l'école de Skopas et une tête de Dionysos de l'école de Lysippe. On y trouve également deux têtes d'Athéna, toutes deux attiques du IVe siècle av. J.-C. : la première, datée de la première moitié du IVe siècle, reprend la tête d'Athéna Parthénos de Phidias, sans casque, tandis que la seconde, réalisée dans la seconde moitié du IVe siècle, remonte à un sculpteur de l'école de Scopas. À gauche de la porte d'entrée se trouve une statue sans tête d'Athéna Nikè provenant de Crète (IIe siècle av. J.-C.). À côté de la porte de la salle voisine se trouvent des reliefs votifs et funéraires.
La salle VI est consacrée aux œuvres du sculpteur Lysippe et aux témoignages de la sculpture hellénistique, avec des portraits grecs d'Asie Mineure et d'Égypte du IIIe – Ier siècle av. J.-C., dont celui d'un enfant et celui de Ptolémée III Évergète. Il est également conservé la copie romaine d'un Dionysos avec satyre de la seconde moitié du IIe siècle av. J.-C. Au centre de la salle se trouve l’Ara Grimani, peut-être la base d'une statue, décorée de satyres et de ménades en relief et de moulures, avec des décors végétaux, d'époque augustéenne .
La salle VII abrite des objets en bronze de l'âge du bronze et du fer (Ve – IIIe siècle av. J.-C.), trouvés dans la région de Trévise. Dans les vitrines sont exposés des pierres précieuses et des camées, dont le camée zulien, en onyx, qui représente Zeus portant l'égide. On y trouve aussi une partie de la collection numismatique, avec des monnaies grecques de Dalmatie et des monnaies romaines de la Rome républicaine, et la stèle funéraire de Lysandre, provenant de Smyrne, datable aux environs du IIe siècle av. J.-C.

La salle VII
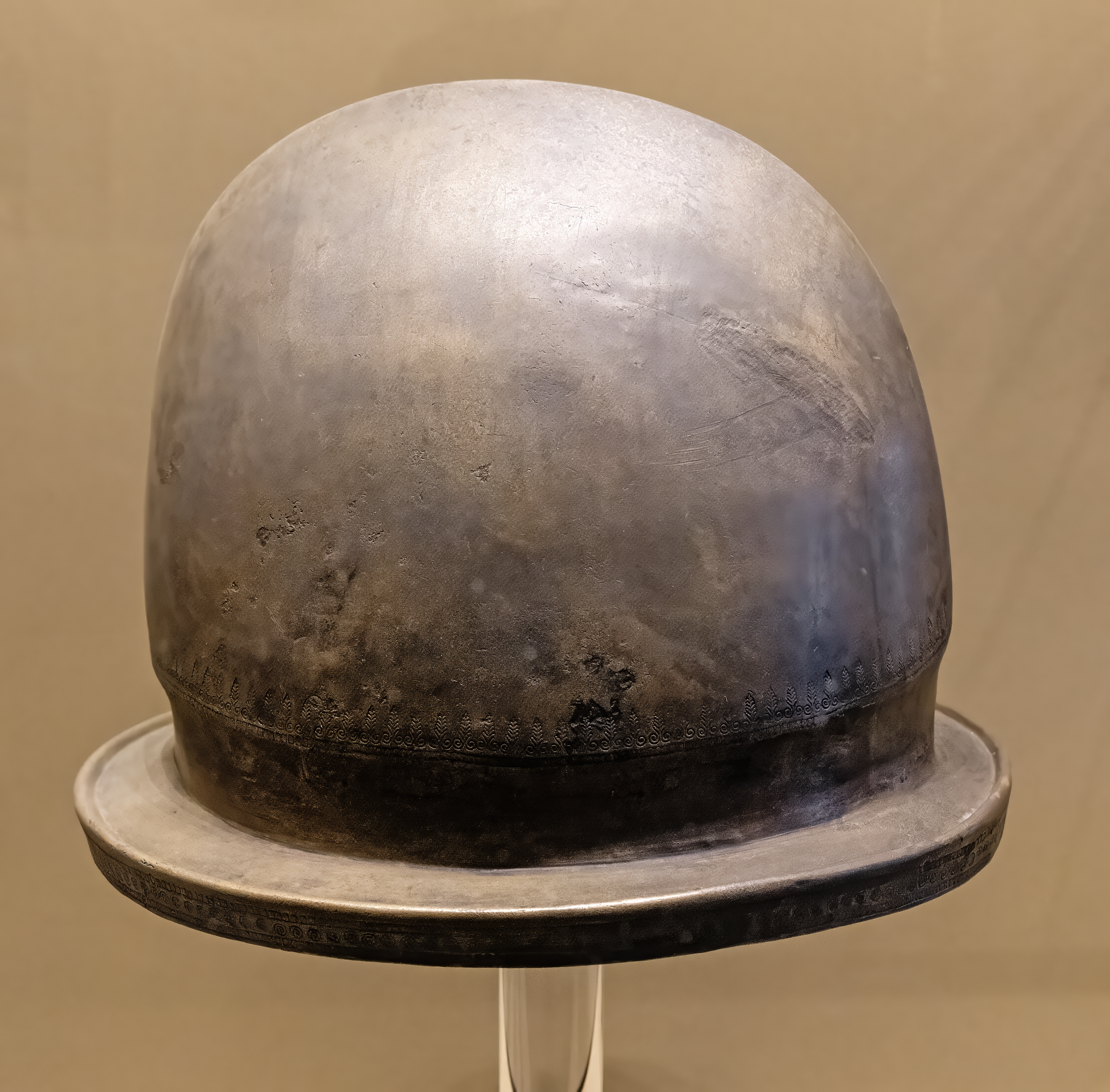
Casque Étrusques - Bronze - première moitié du Ve siècle. Avant J.-C.
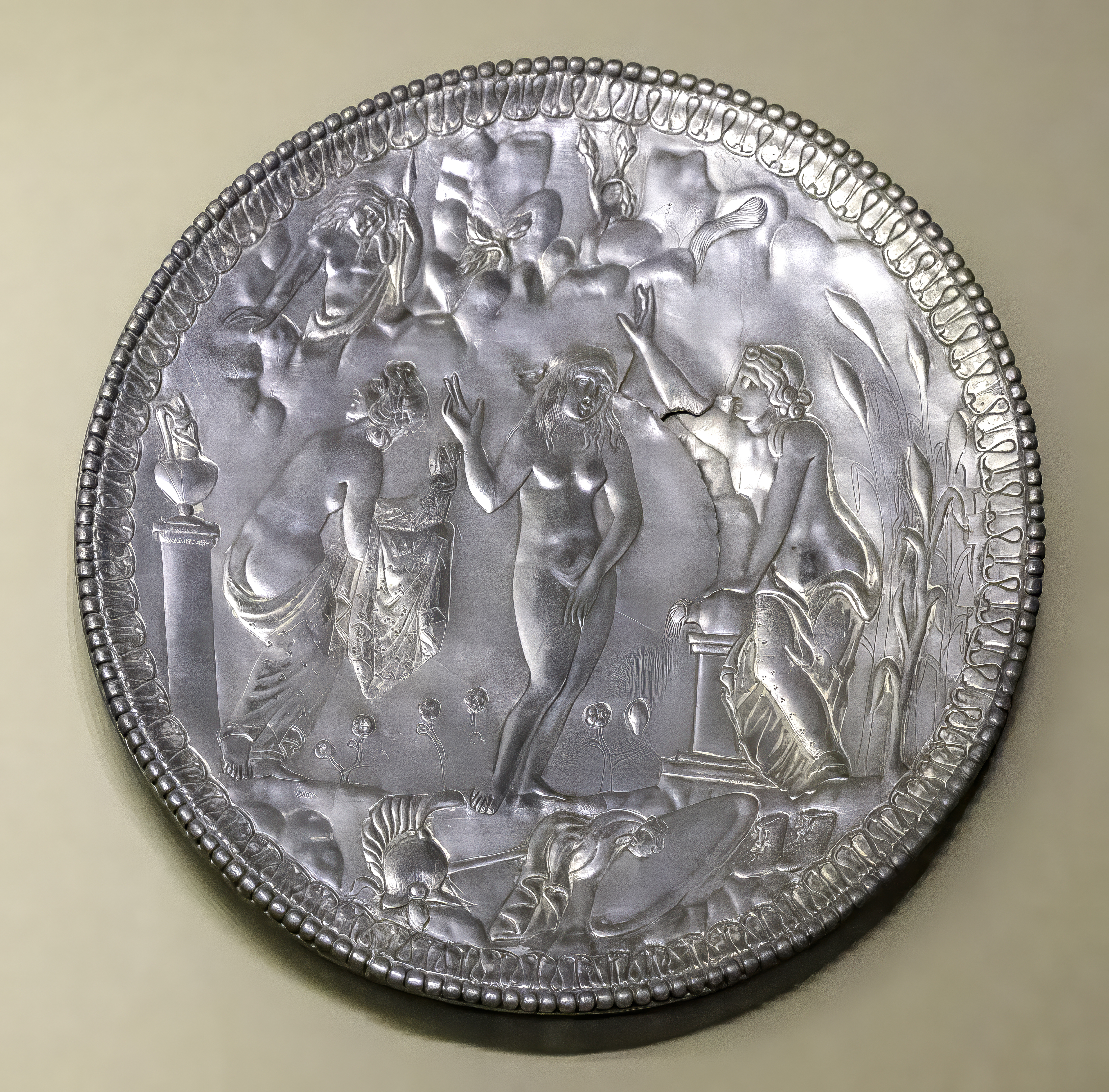
Minerve au bain - argent - VIe siècle.

La salle VIII abrite des copies romaines d'originaux hellénistiques, dont Ulysse , les trois Galates Grimani (représentés en train de tomber, s'agenouillant et mort), d'originaux de l'école de Pergame datant des IIIe et IIe siècles av. J.-C., et des statues représentant Éros et Psyché, l'Hermaphrodite et les satyres. Sur le côté droit se trouve une statue de muse, un original du IIe siècle av. J.-C. d'Asie Mineure qui a été transformé en Cléopâtre lors d'une restauration de la Renaissance.

Salle  VIII Les trois Galates Grimani
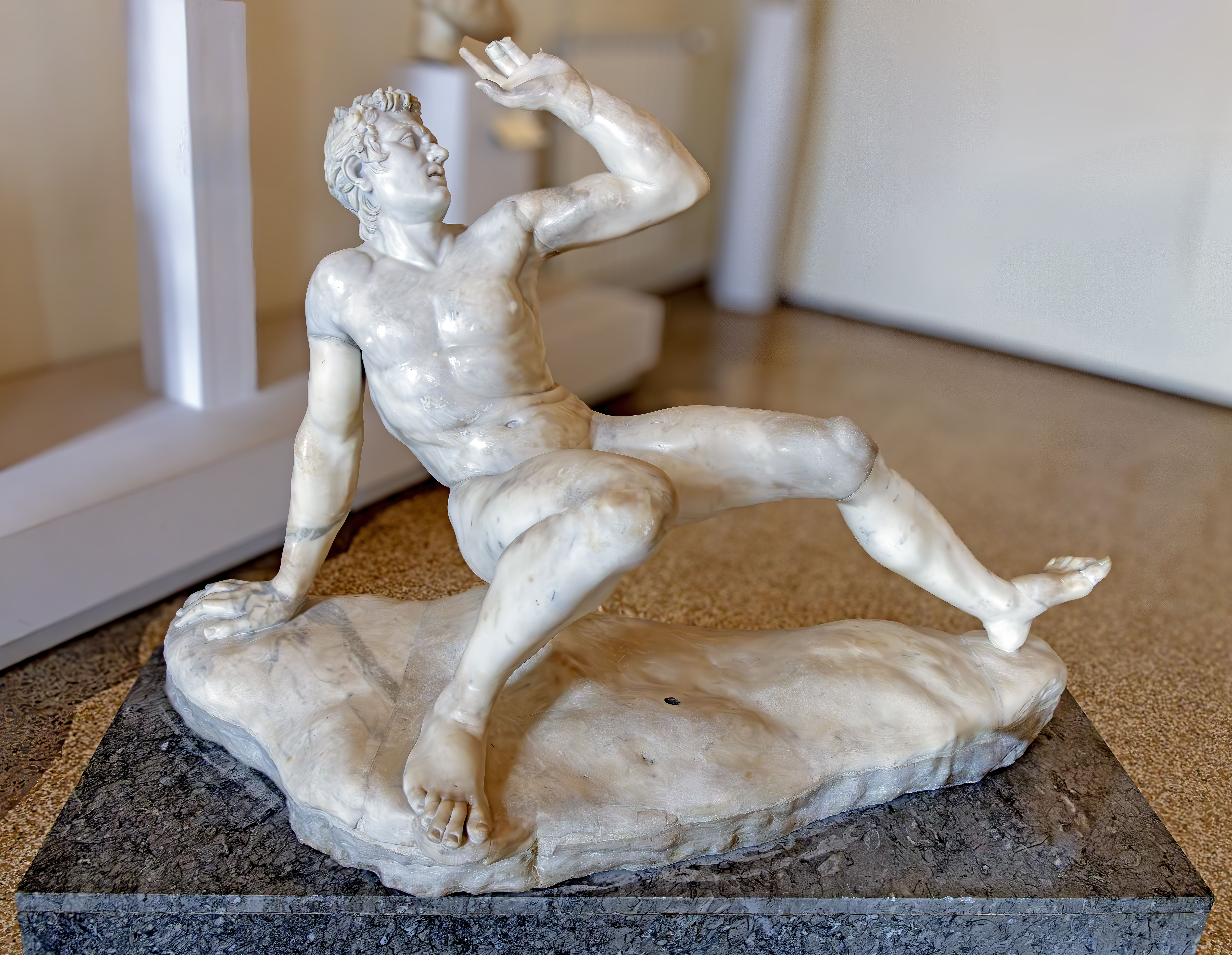
Galate en train de tomber
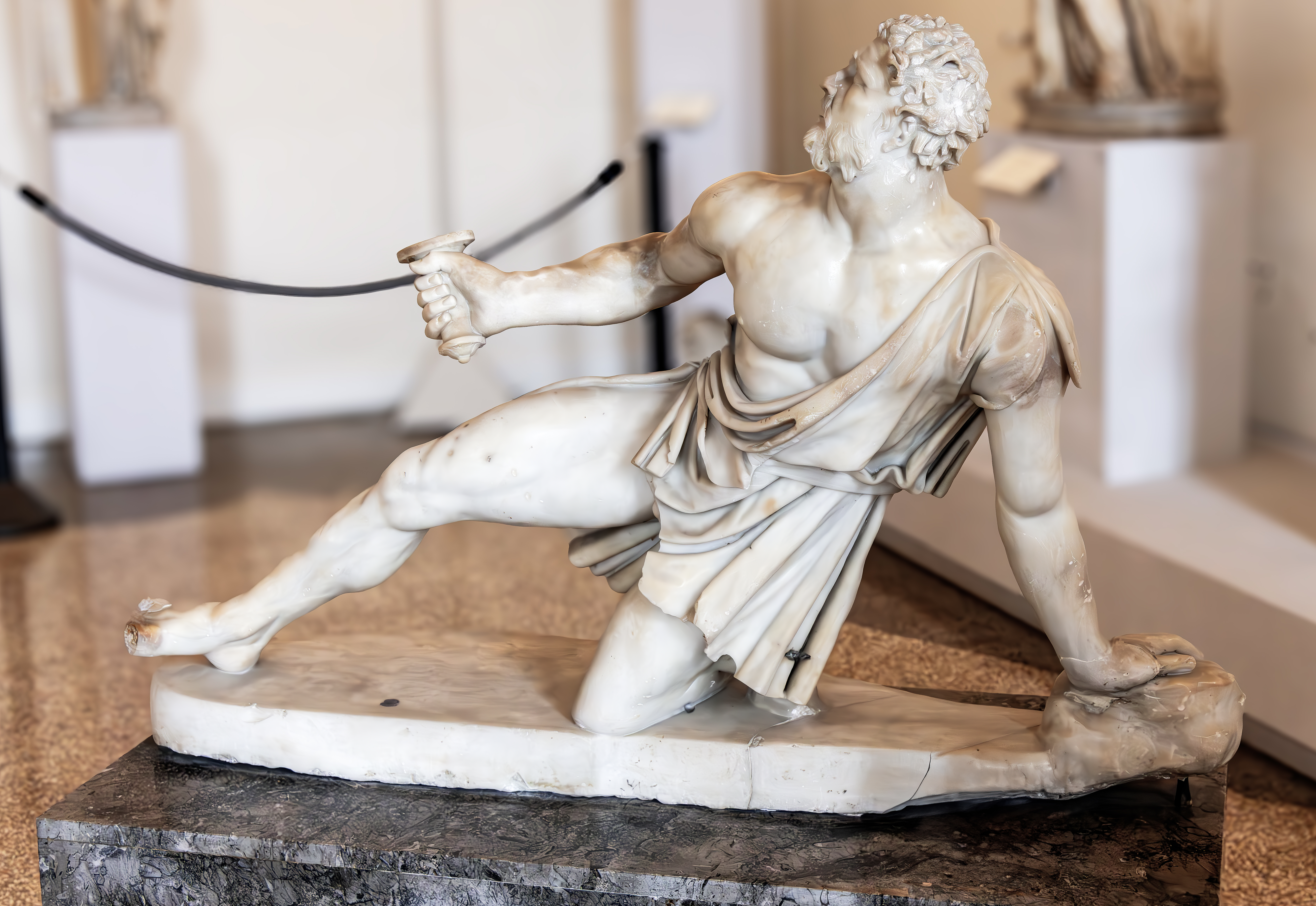
Galate à genou
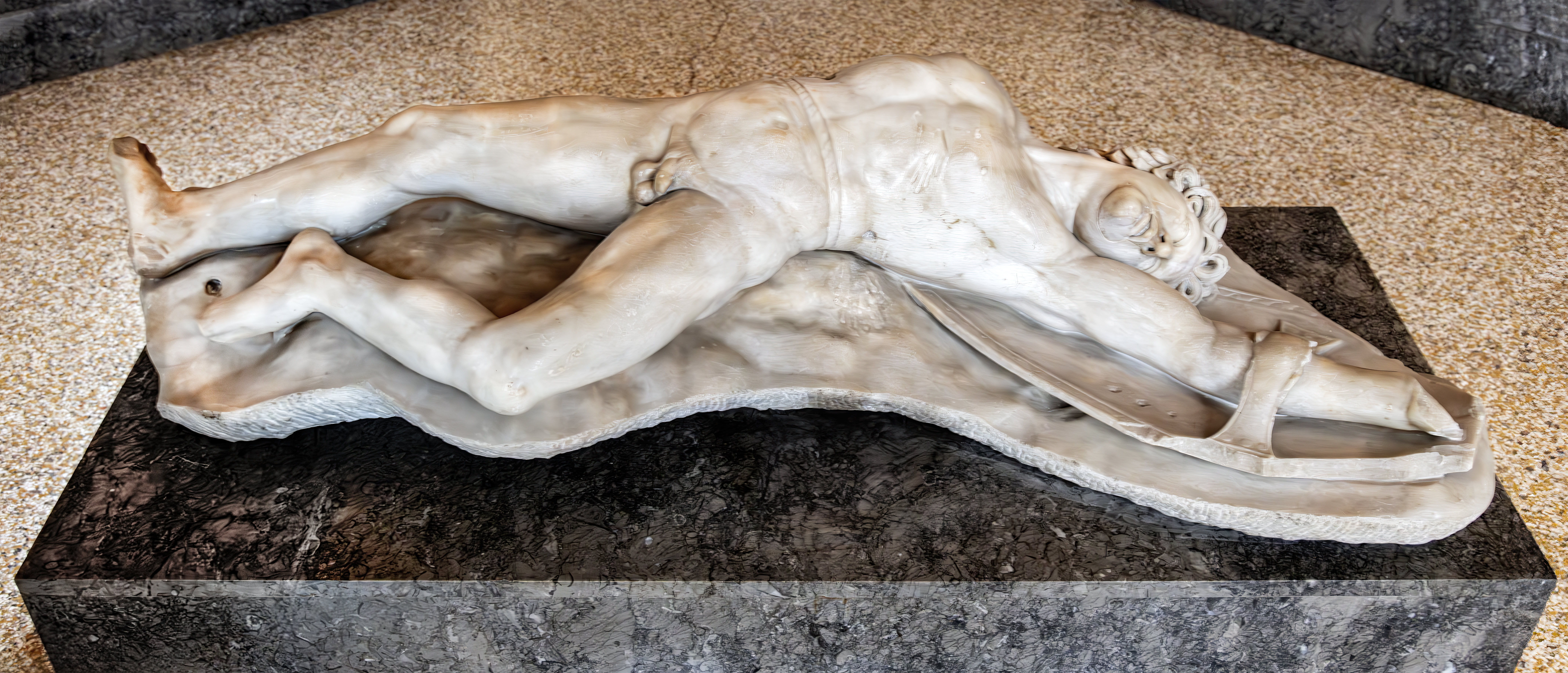
Galate mort

La salle IX abrite des portraits romains, notamment de personnages de la famille impériale : Pompée, Sylla, Auguste, Tibère, Domitien, Trajan et Hadrien. D'autres portraits sont des répliques Renaissance de modèles romains, comme le Caracalla Farnèse.

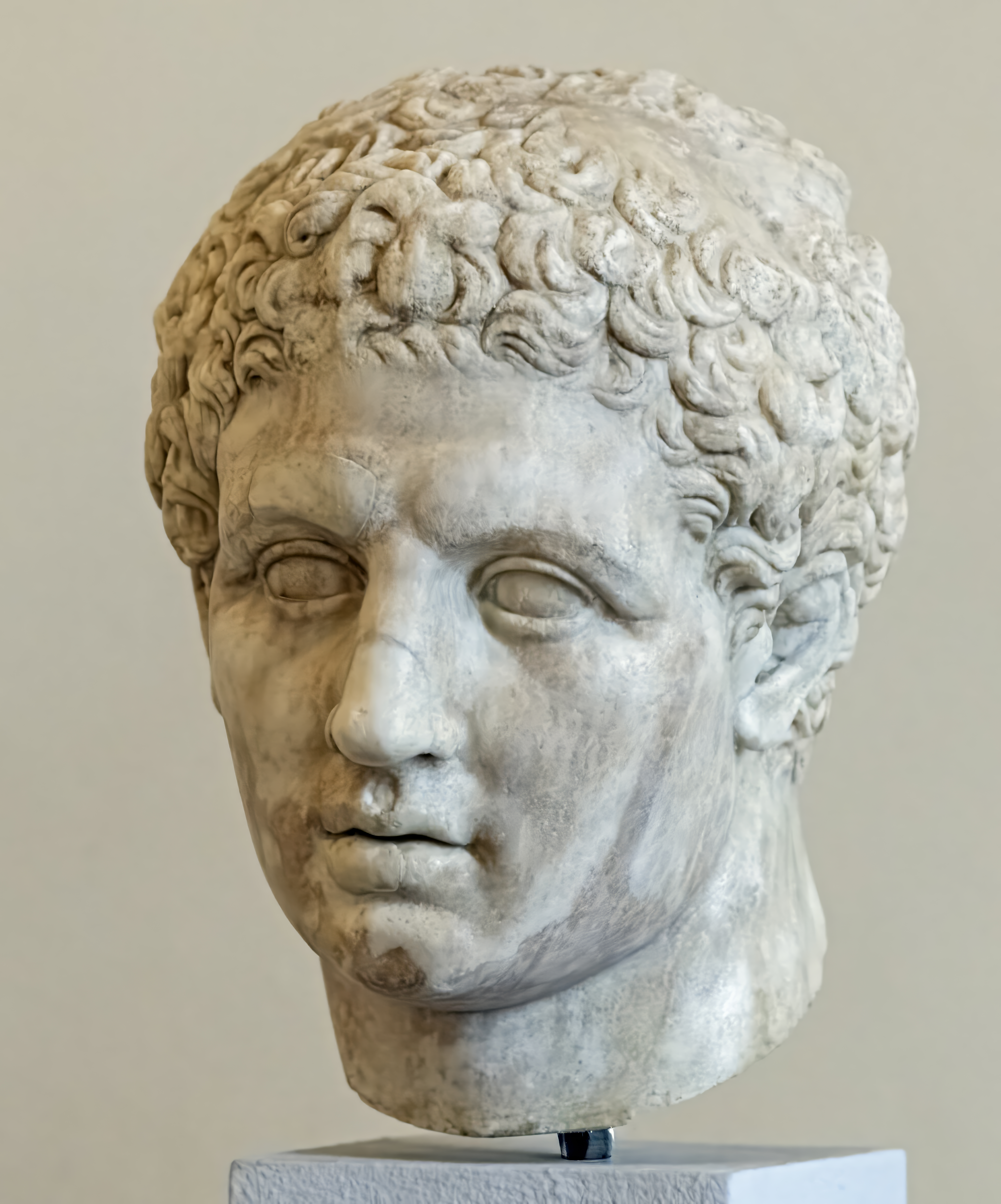
Tête d'athlète,
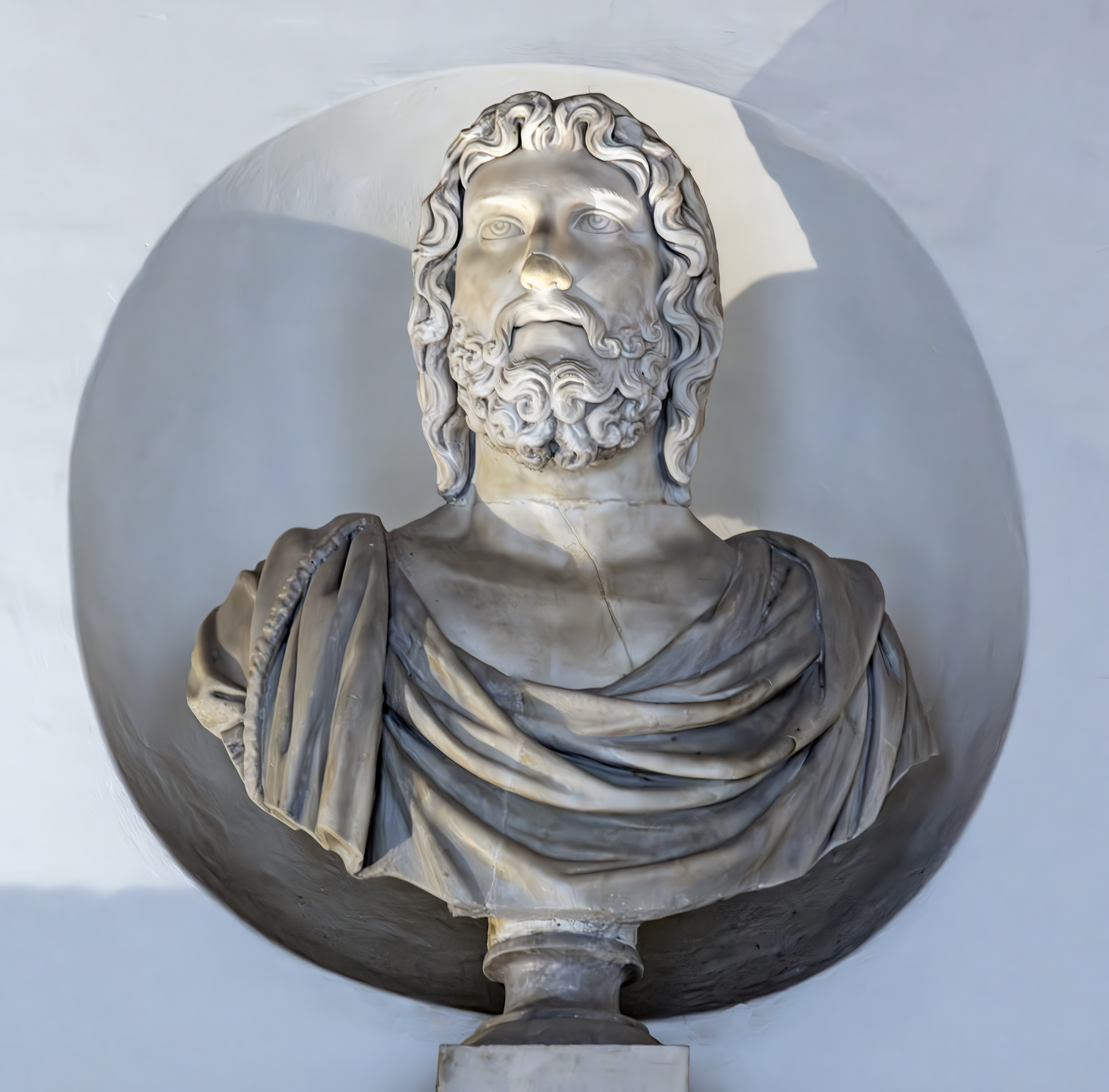
Zeus - Copie romaine d'un original grec du
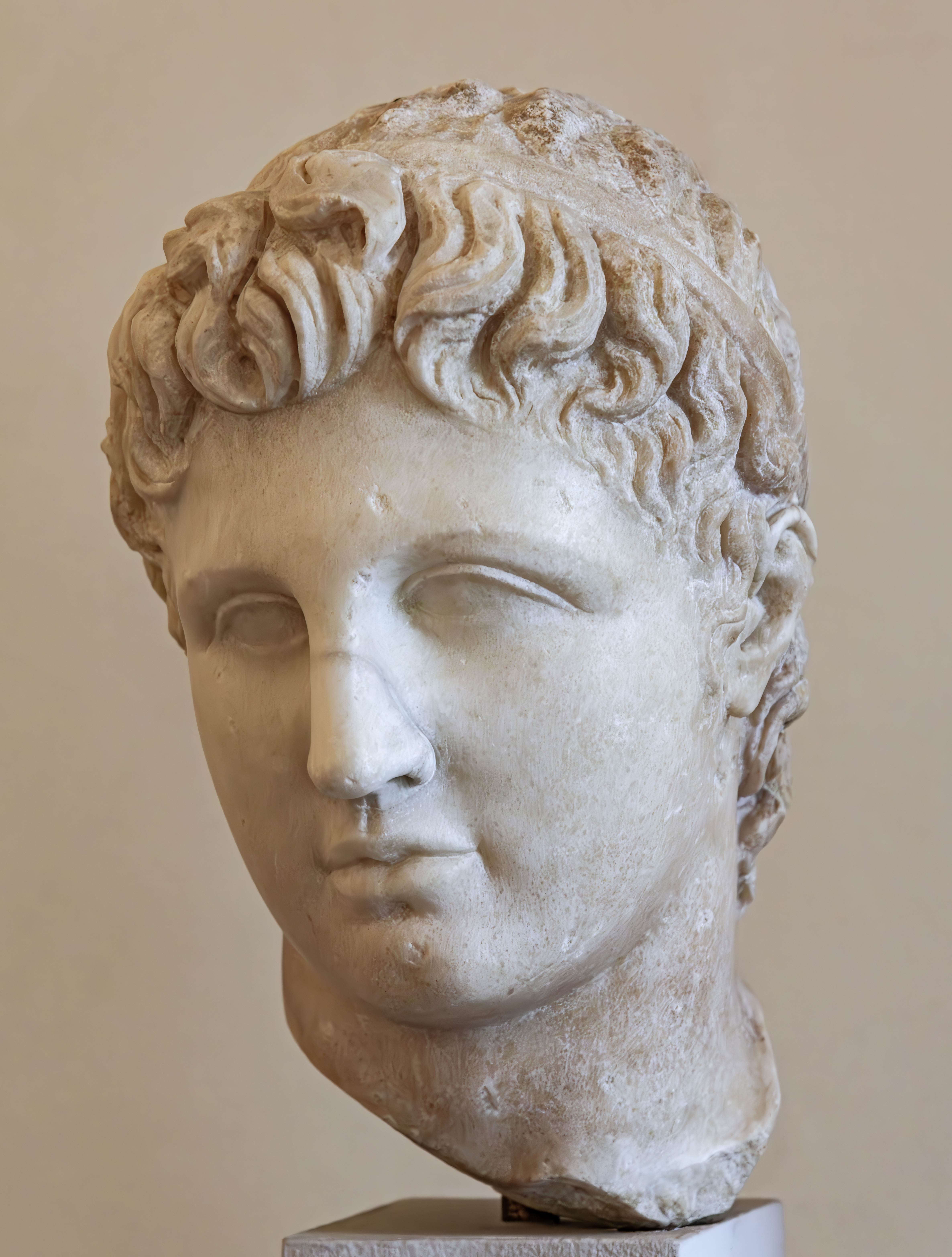
Ptolémée III Euergète
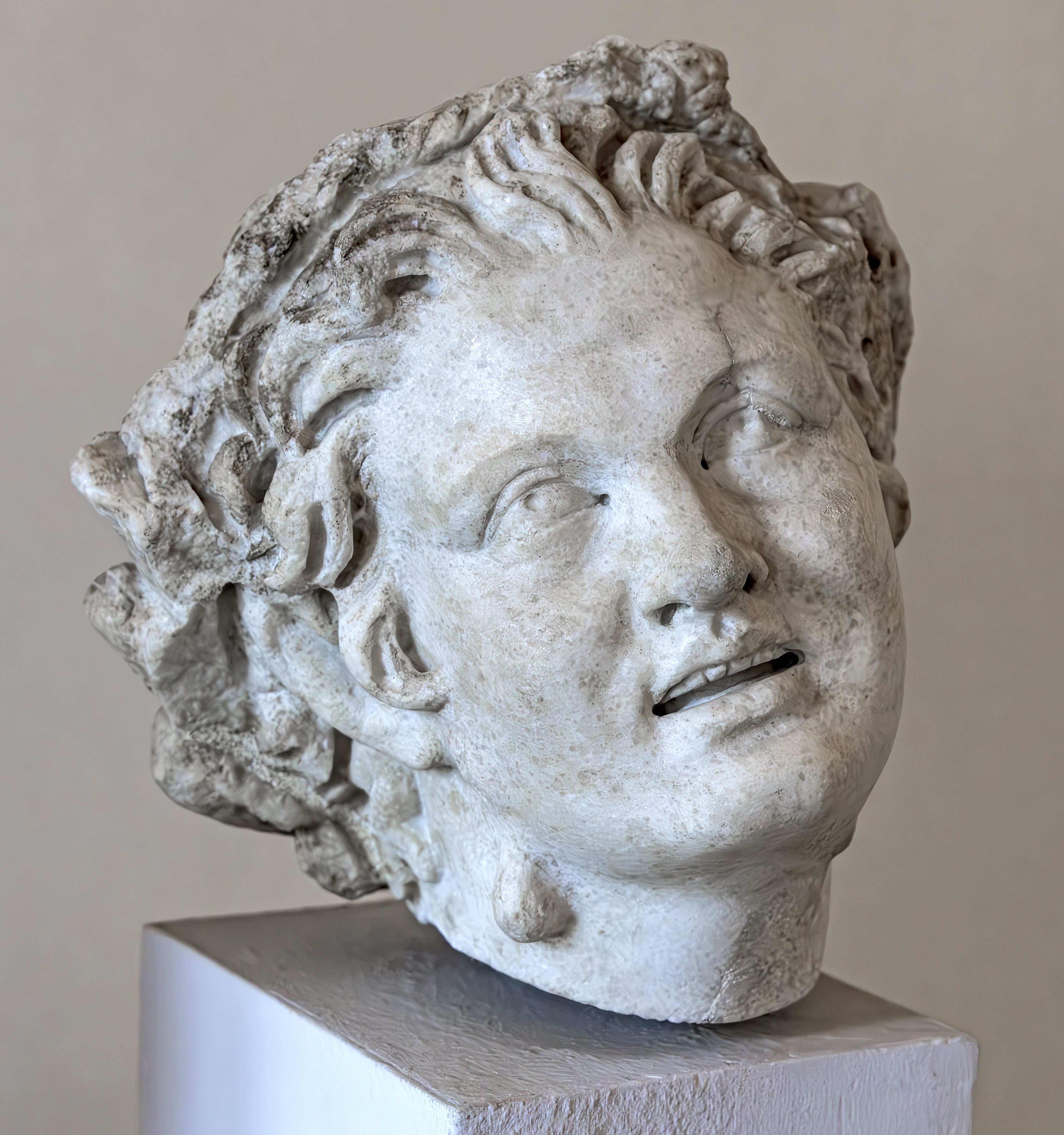
Tête de Satyre
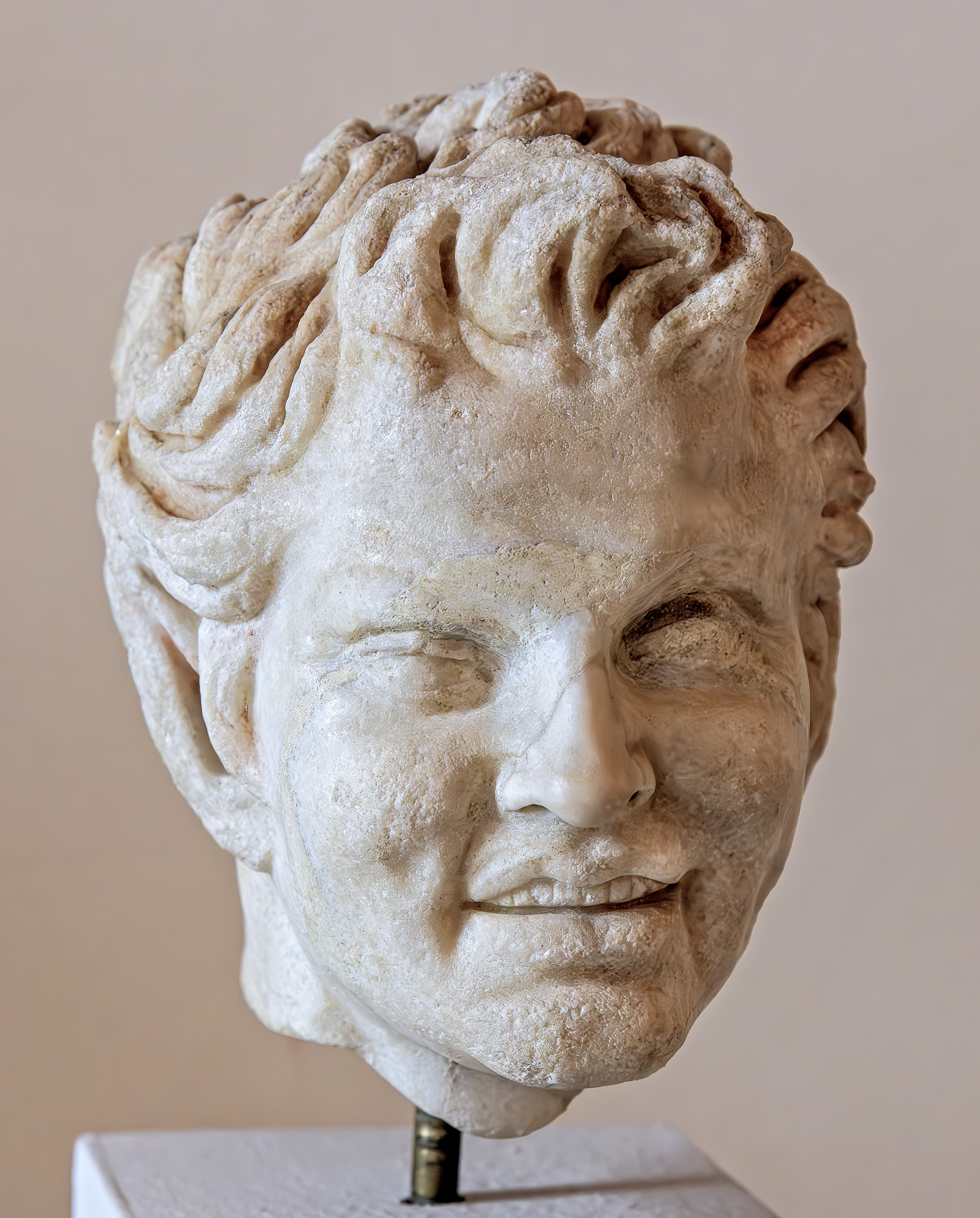
Tête de Satyre
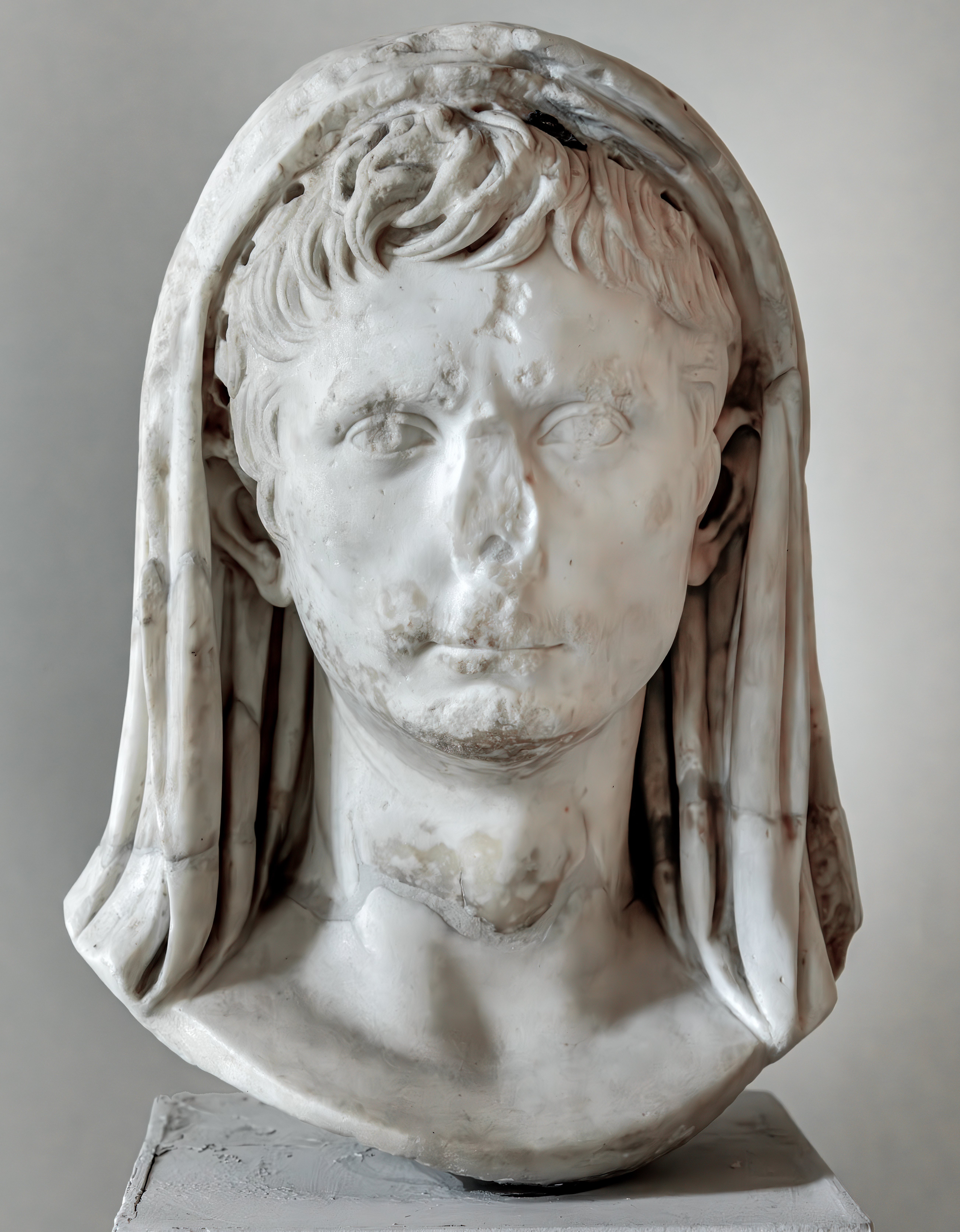
Auguste comme Pontifex maximus, époque Flavienne, seconde moitié du Ier siècle après J.-C
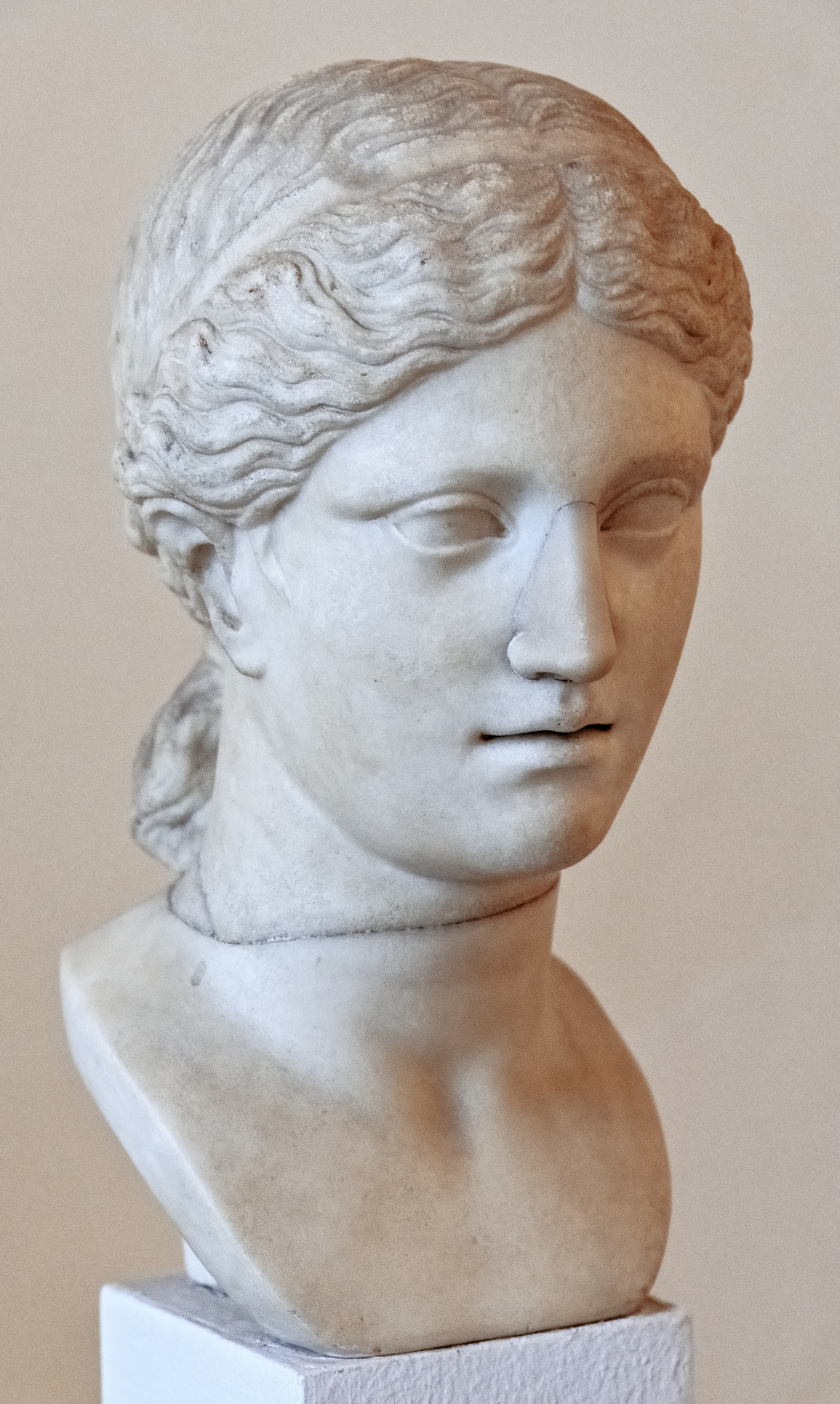
Buste féminin datant du Ier siècle après J.-C d'après les modèles de Praxitèle du IVe siècle avant J.-C
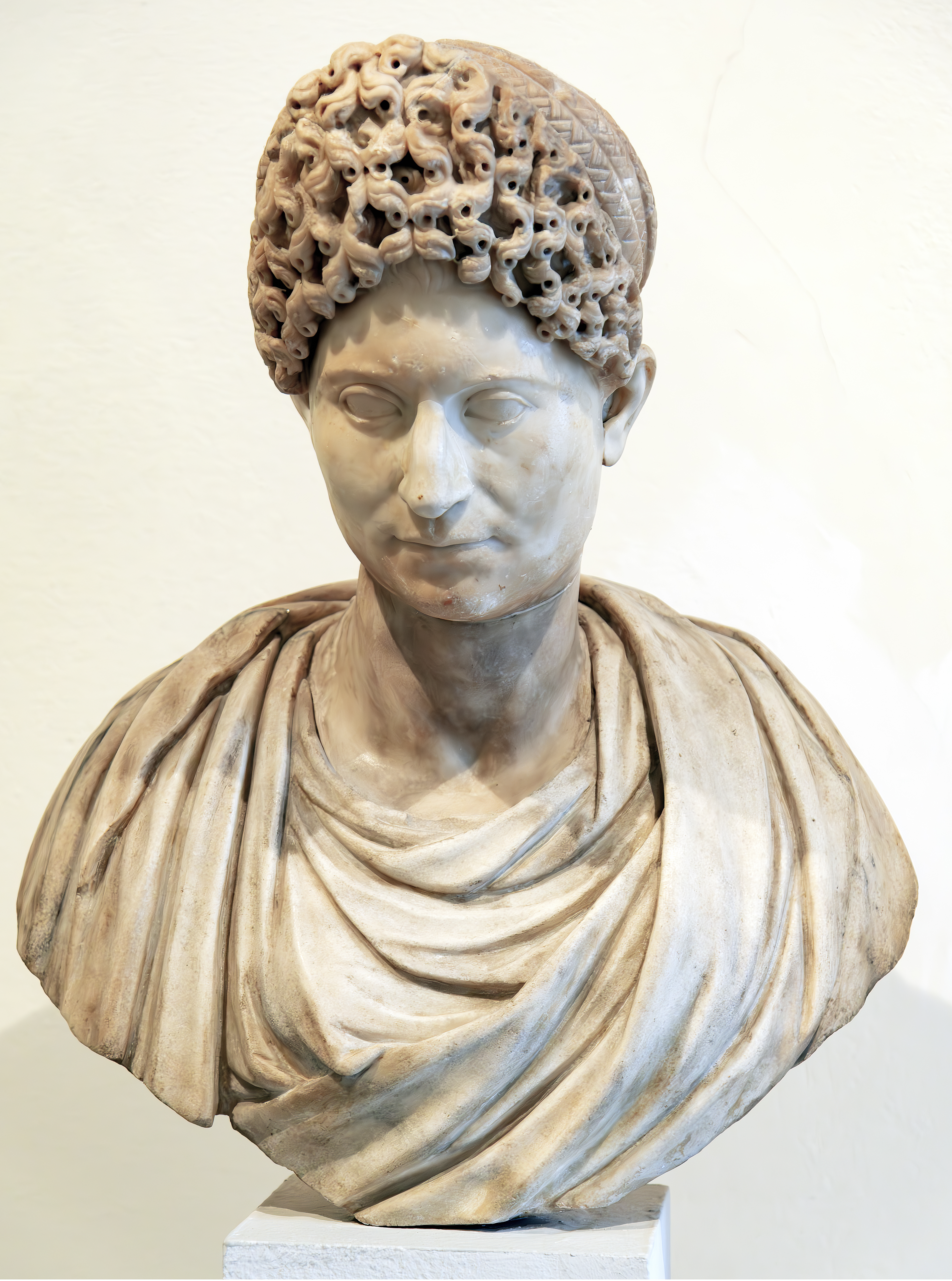
Buste féminin de l'époque Flavienne, seconde moitié du Ier siècle après J.-C
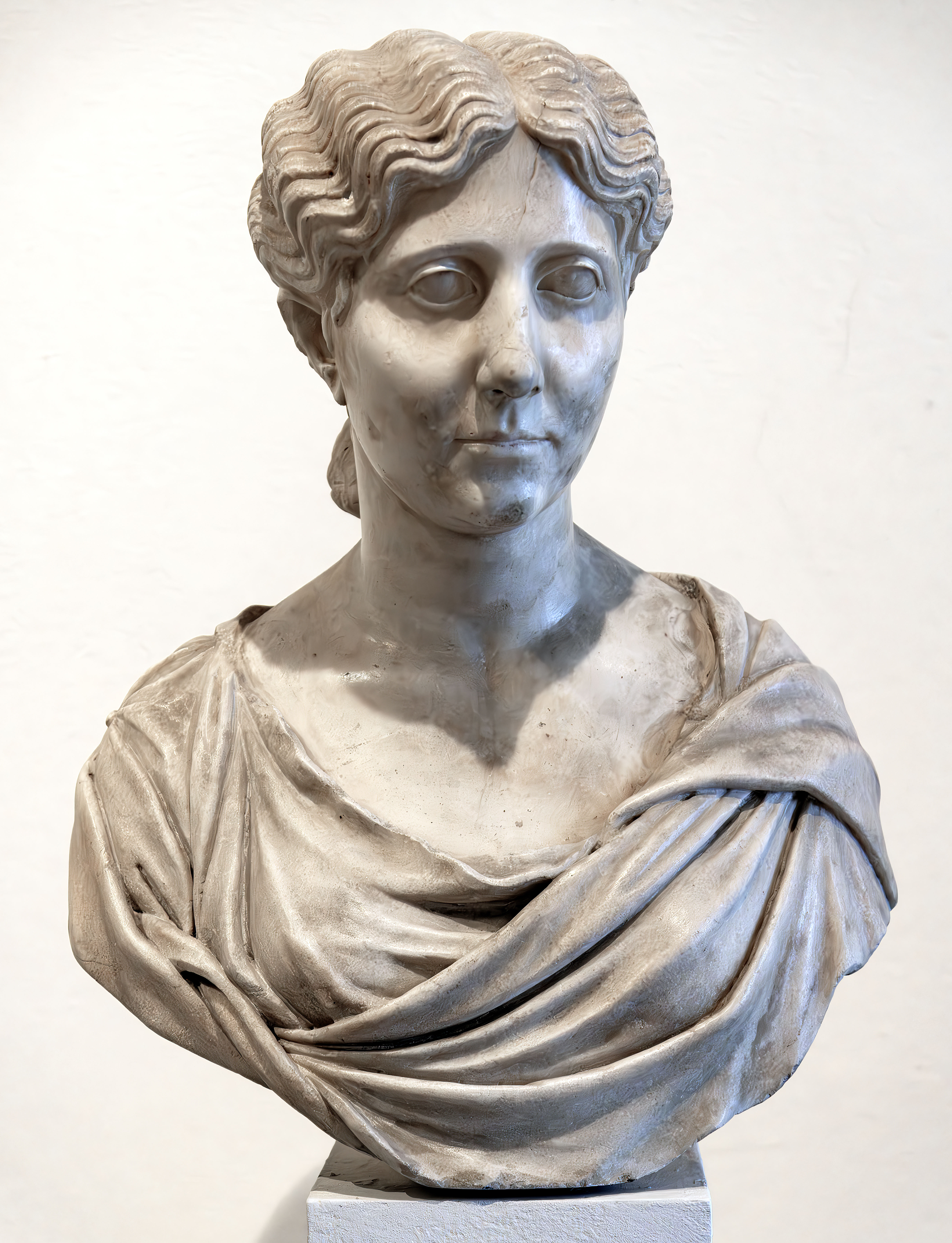
Antonia la Jeune, seconde moitié du Ier siècle après J.-C.
Pompée le Grand, seconde moitié du Ier siècle après J.-C.
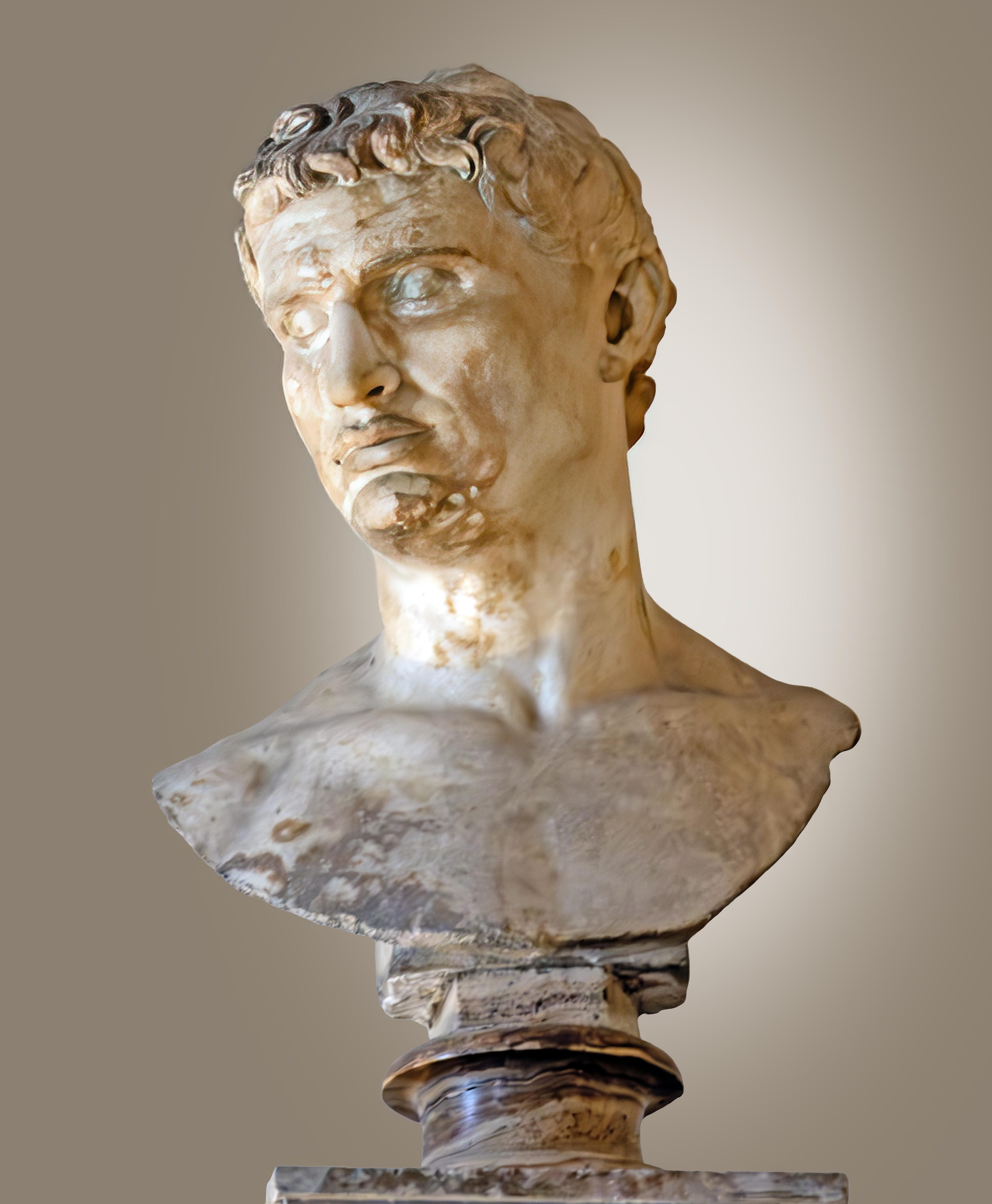
Buste masculin première moitié du Ie siècle après J.-C.
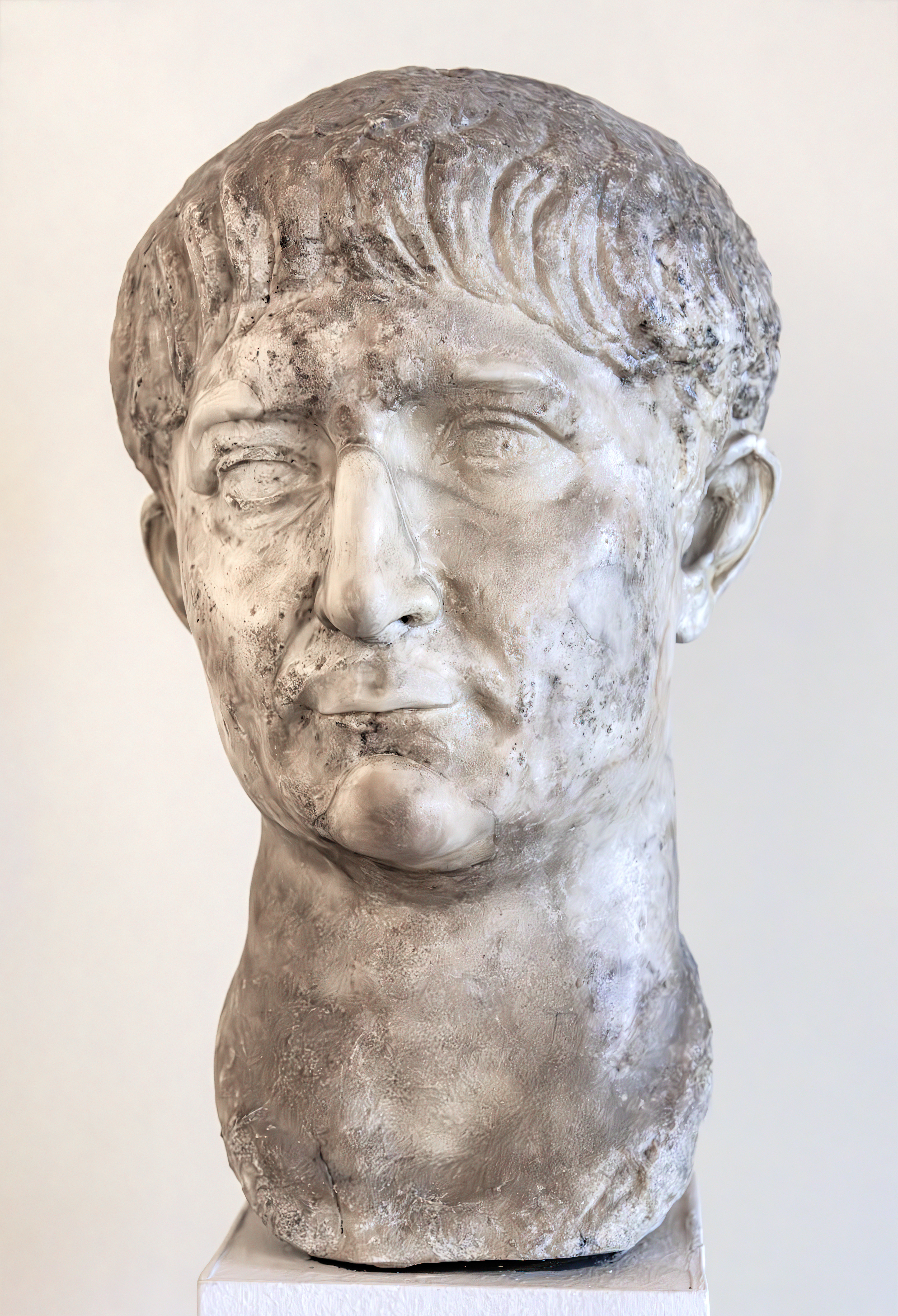
Buste de Trajan première moitié du Ie siècle après J.-C.
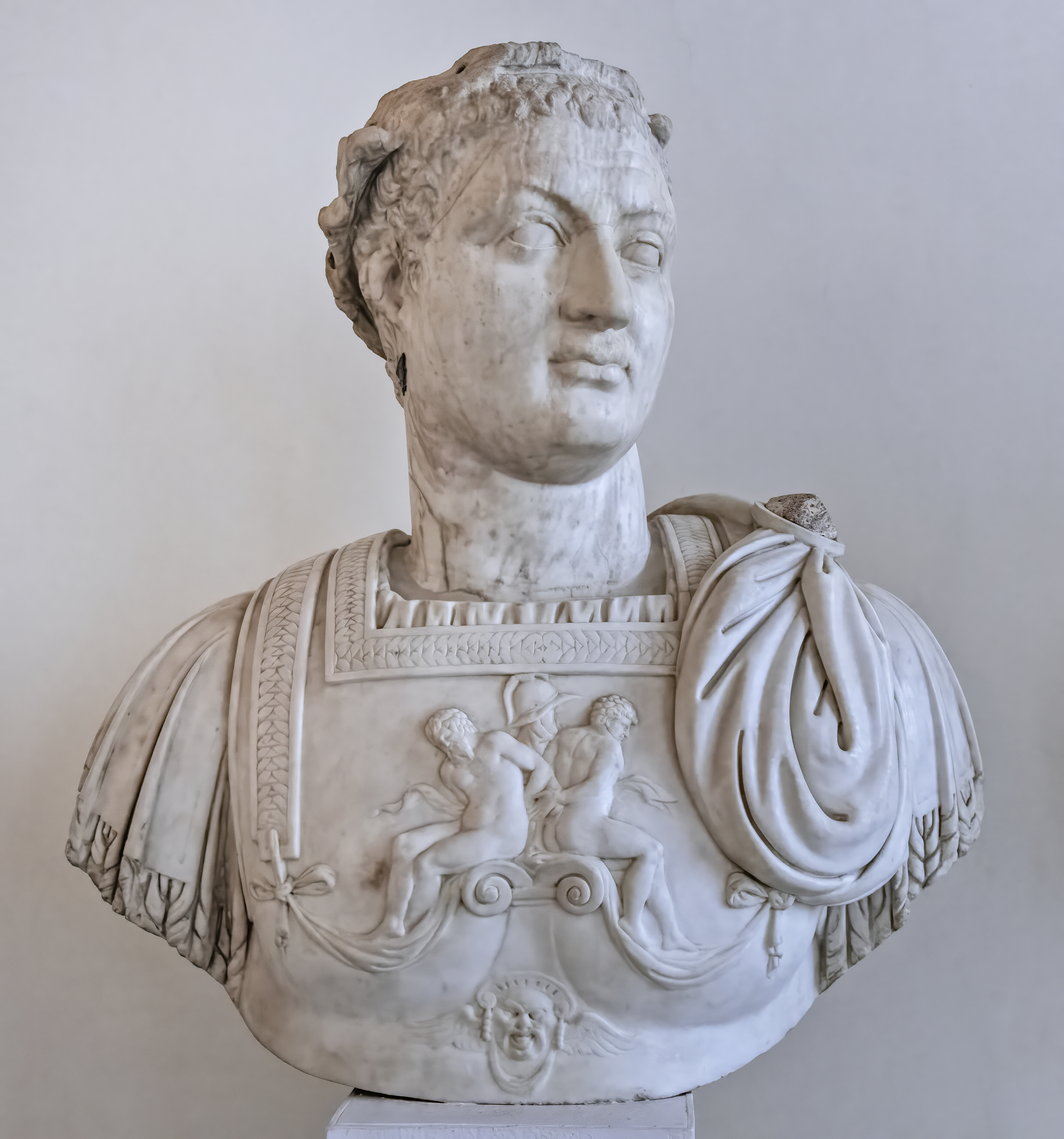
Domitien Ie siècle après J.-C.
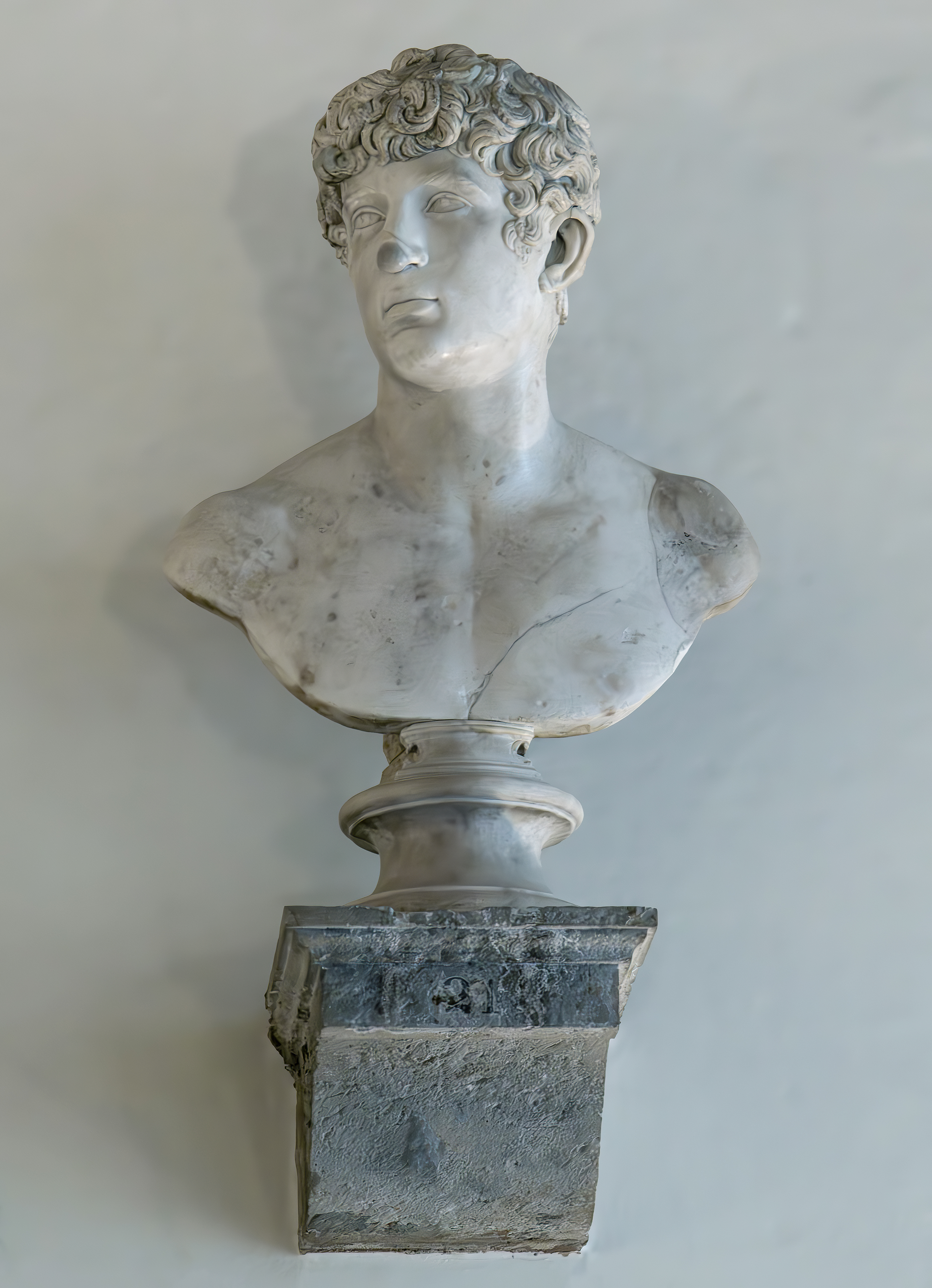
Buste masculin première moitié du IIe siècle après J.-C.
Buste du dit Vitellius - première moitié du IIe siècle après J.-C.
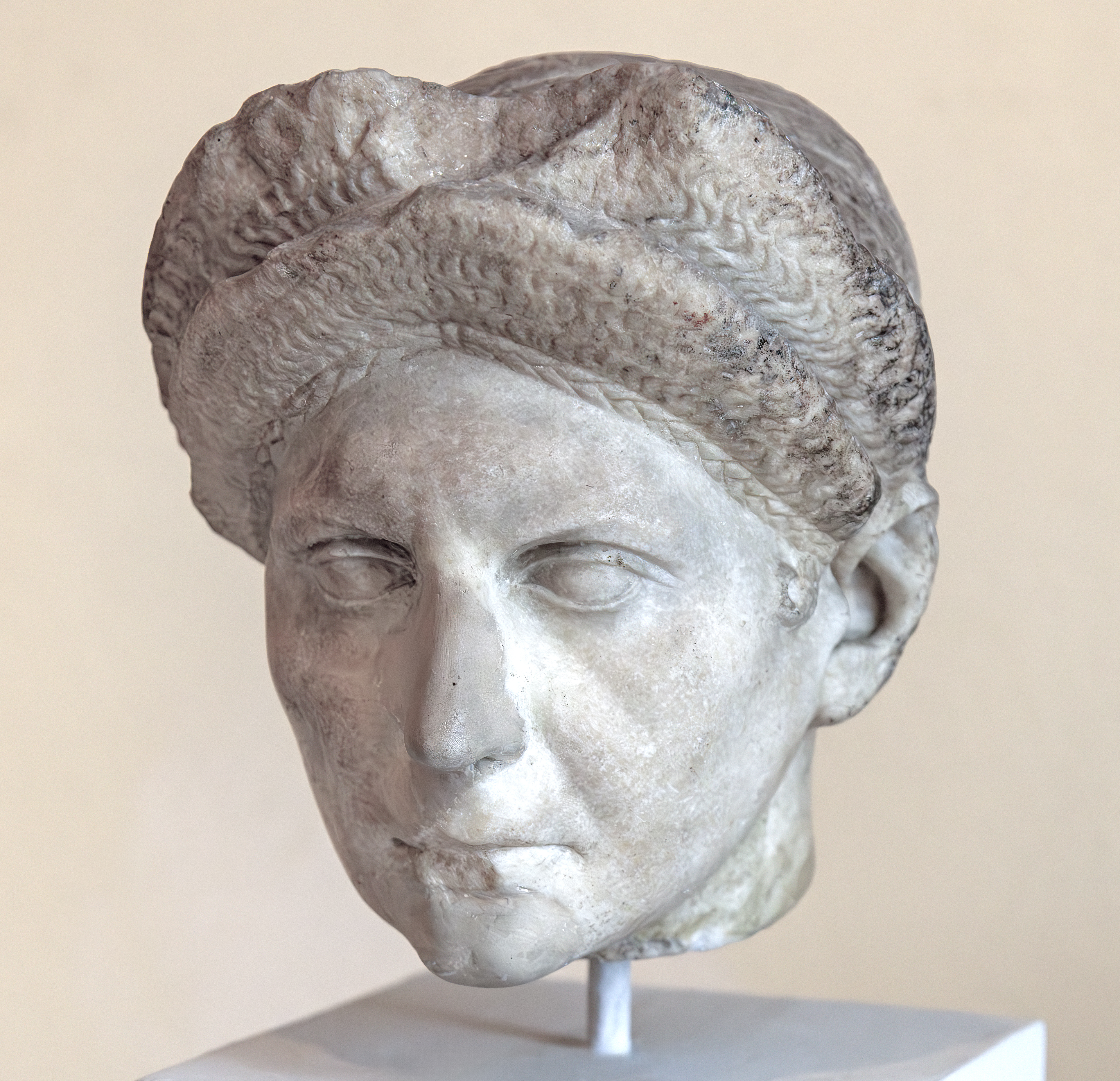
Portrait de femme première moitié du IIe siècle après J.-C.
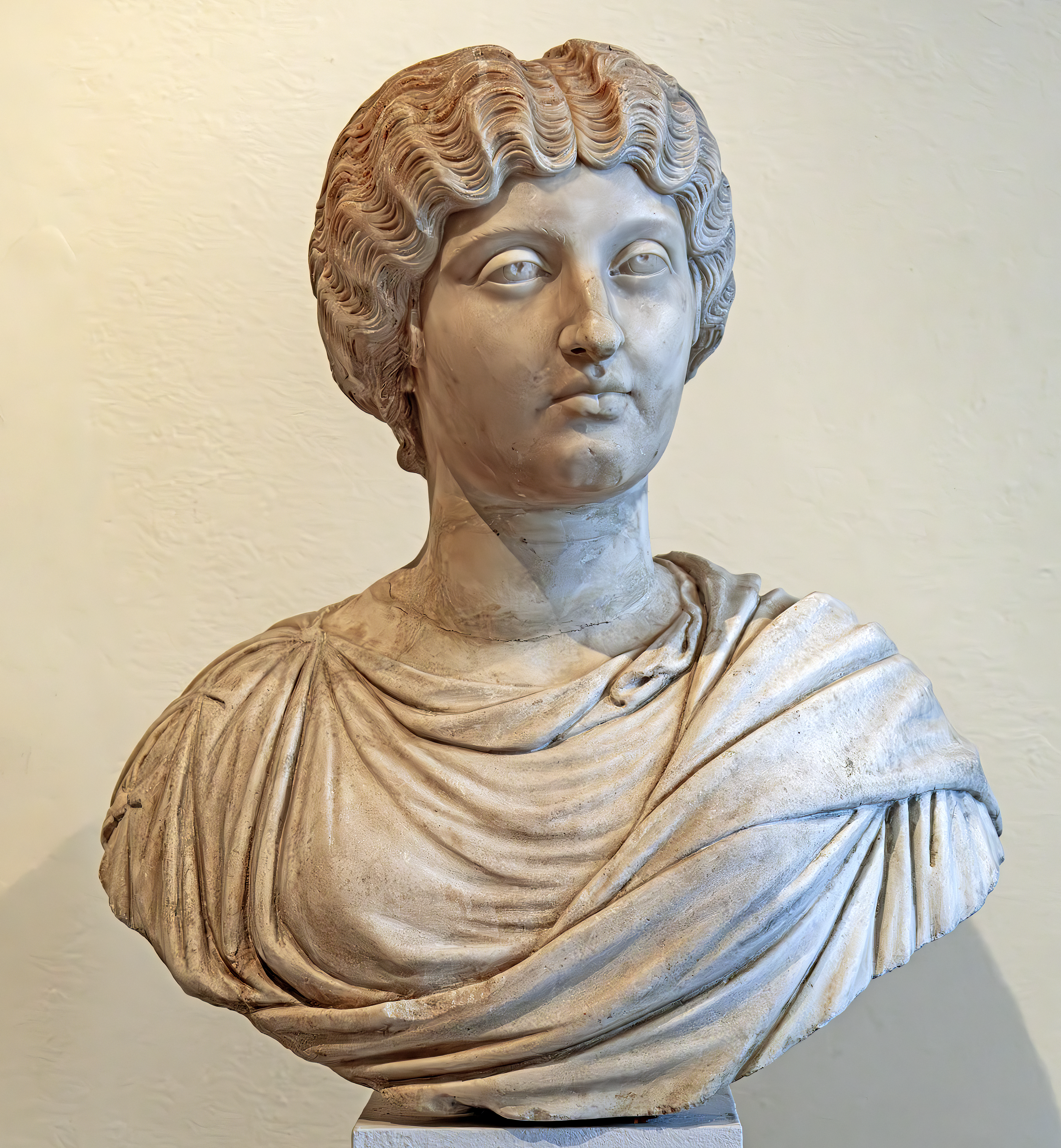
Buste de Faustine la Jeune IIe siècle après J.-C.
Caracalla jeune - IIe siècle après J.-C.
Portrait masculin inspiré des modèles de l'époque Antonine. IIe siècle après J.-C.
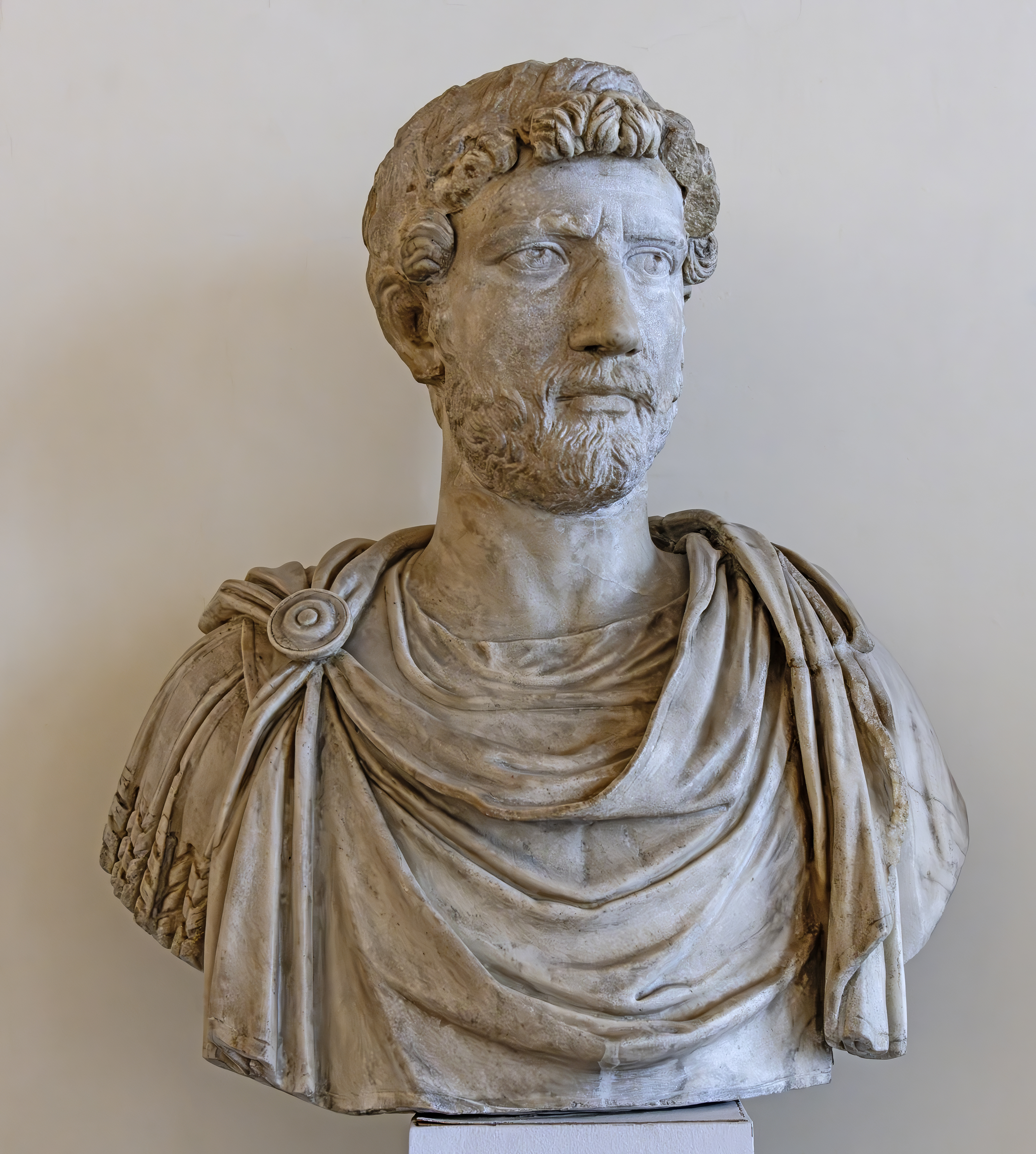
Tête colossale d'Hadrien; IIe siècle après J.-C.
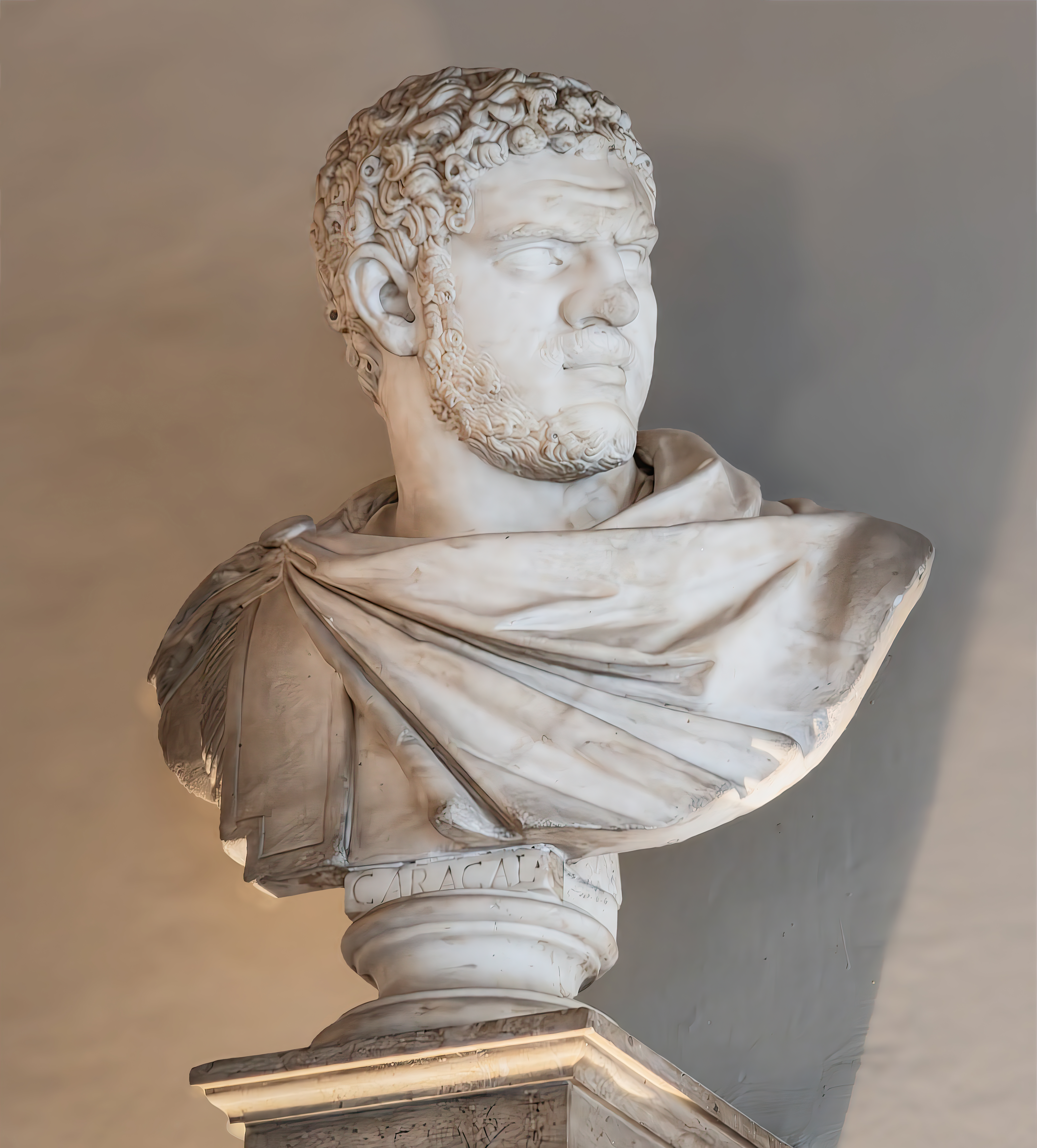
Caracalla Farnèse IIIe siècle après J.-C.
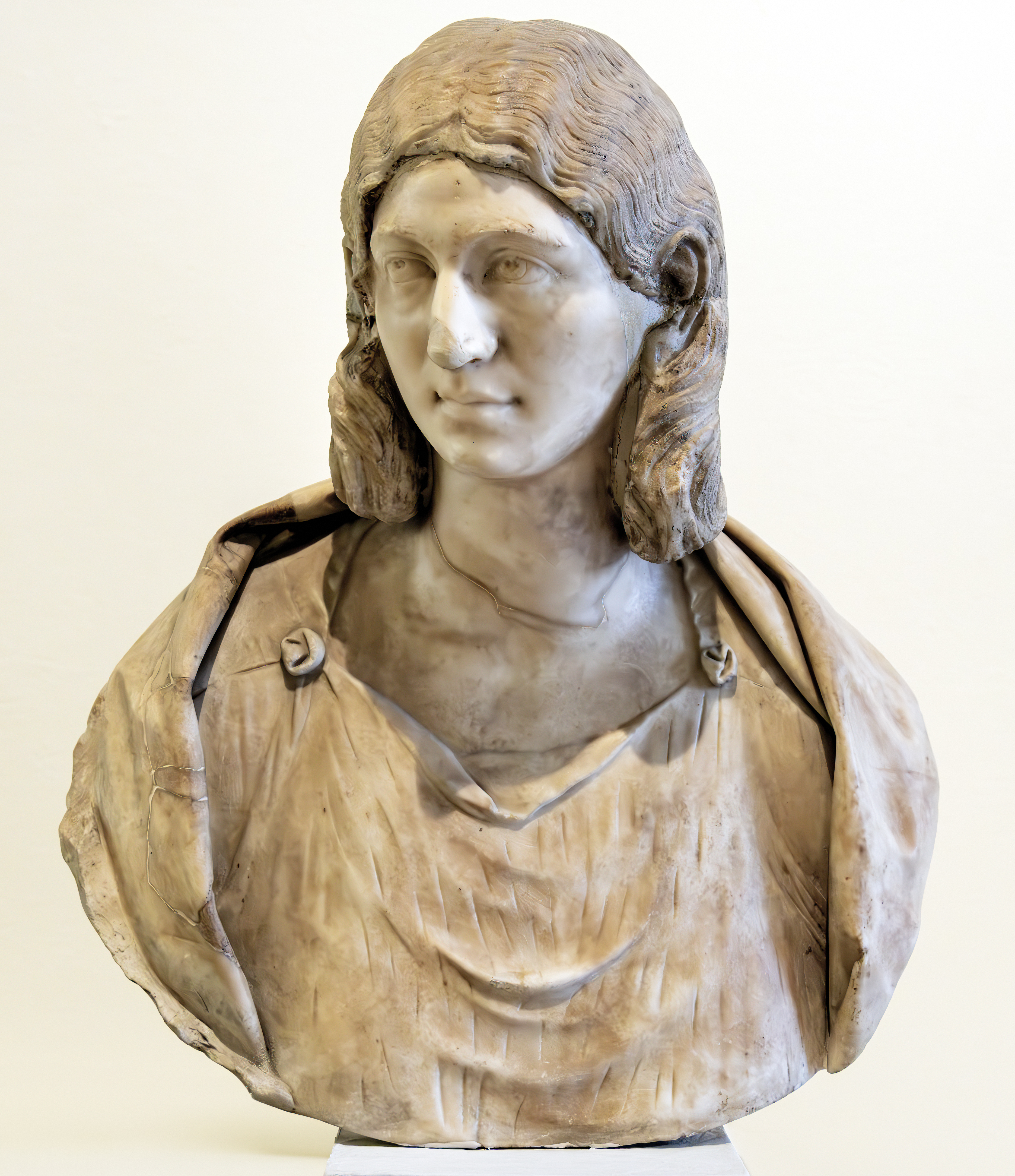
Buste de femme début du IIIe siècle après J.-C.
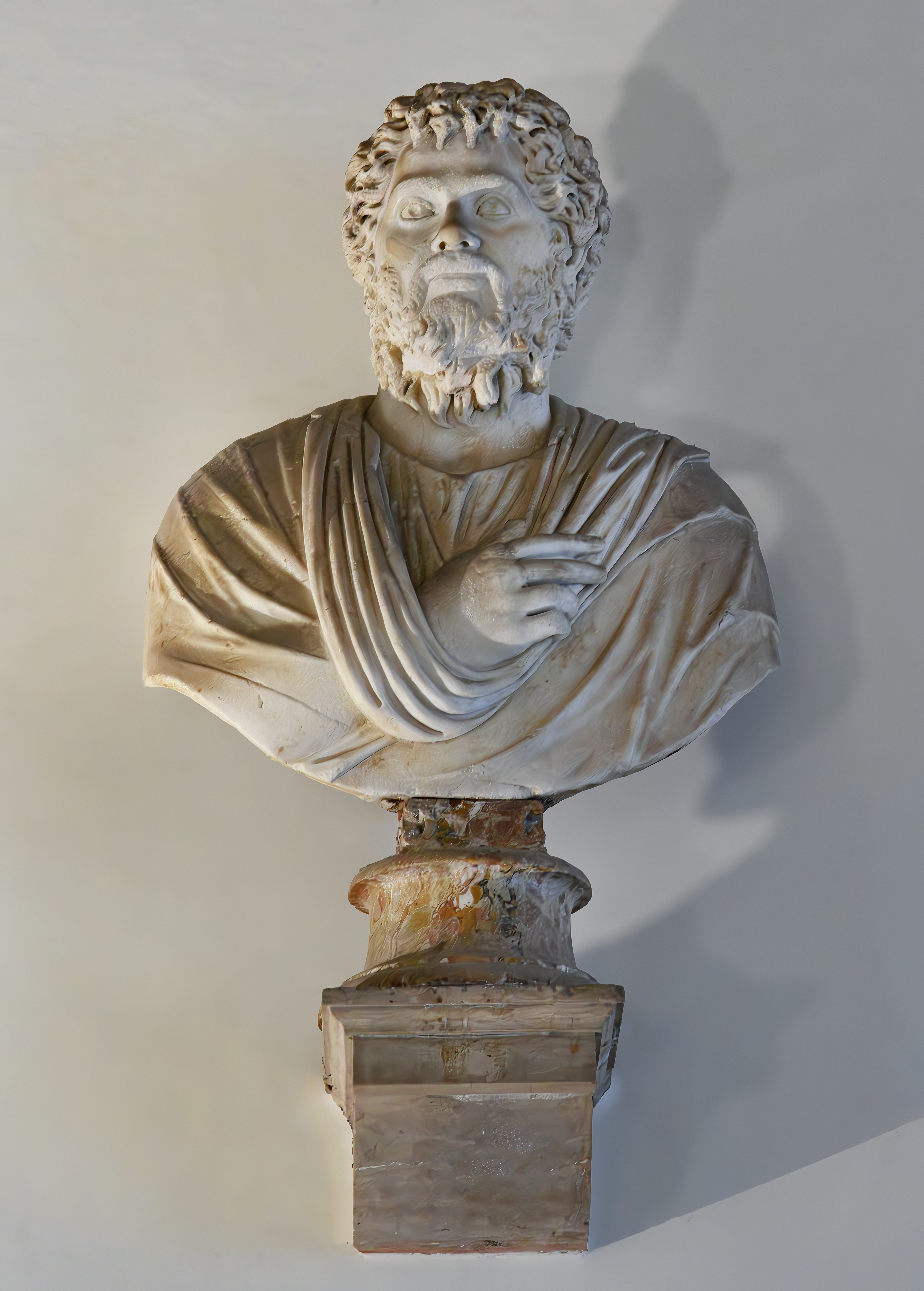
Septime Sévère dans le rôle de Sérapis
Portait funéraire d'un soldat - IIIe siècle après J.-C.
Buste aux favoris- IIIe siècle après J.-C.
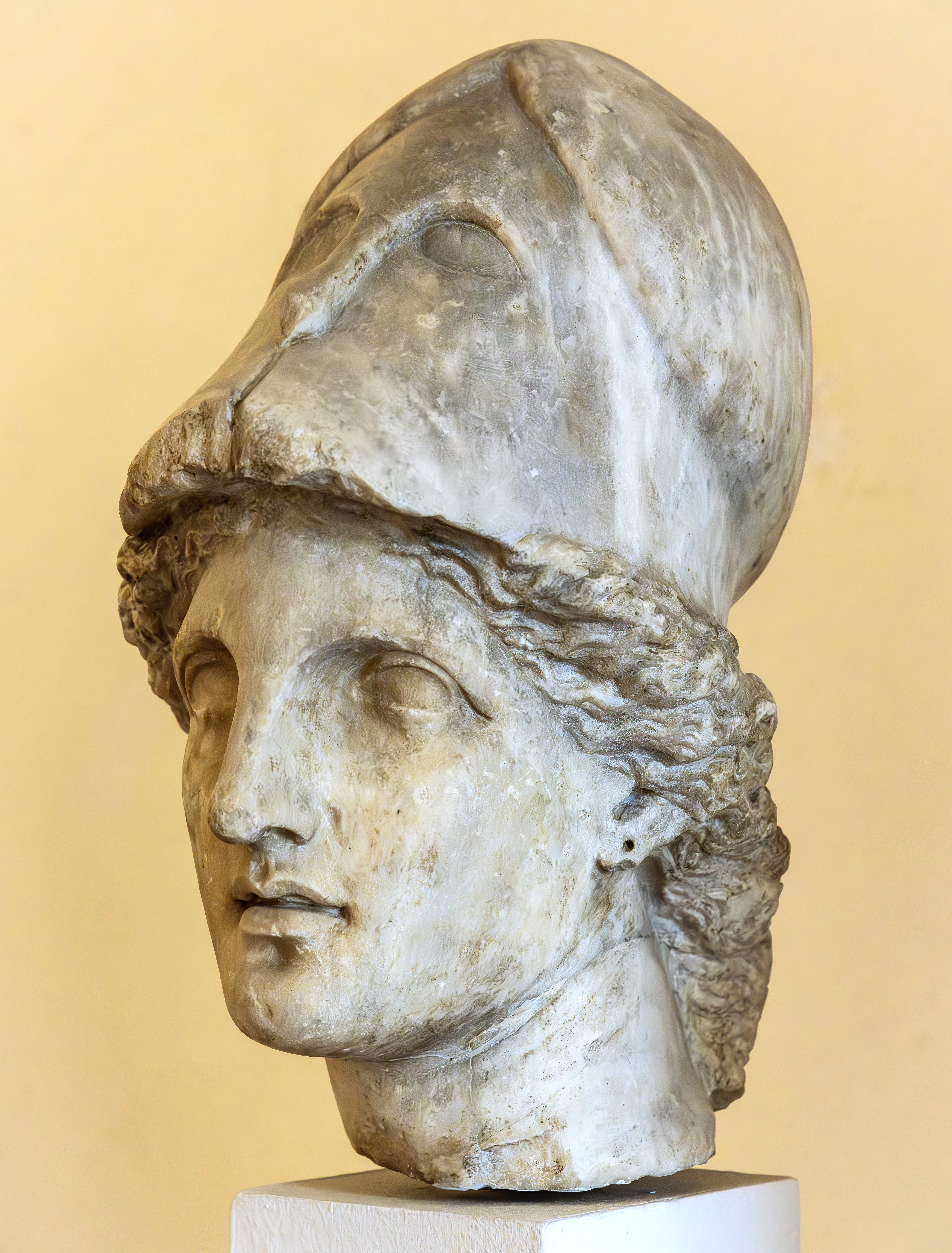
Tête d'Athéna - IVe siècle après J.-C.
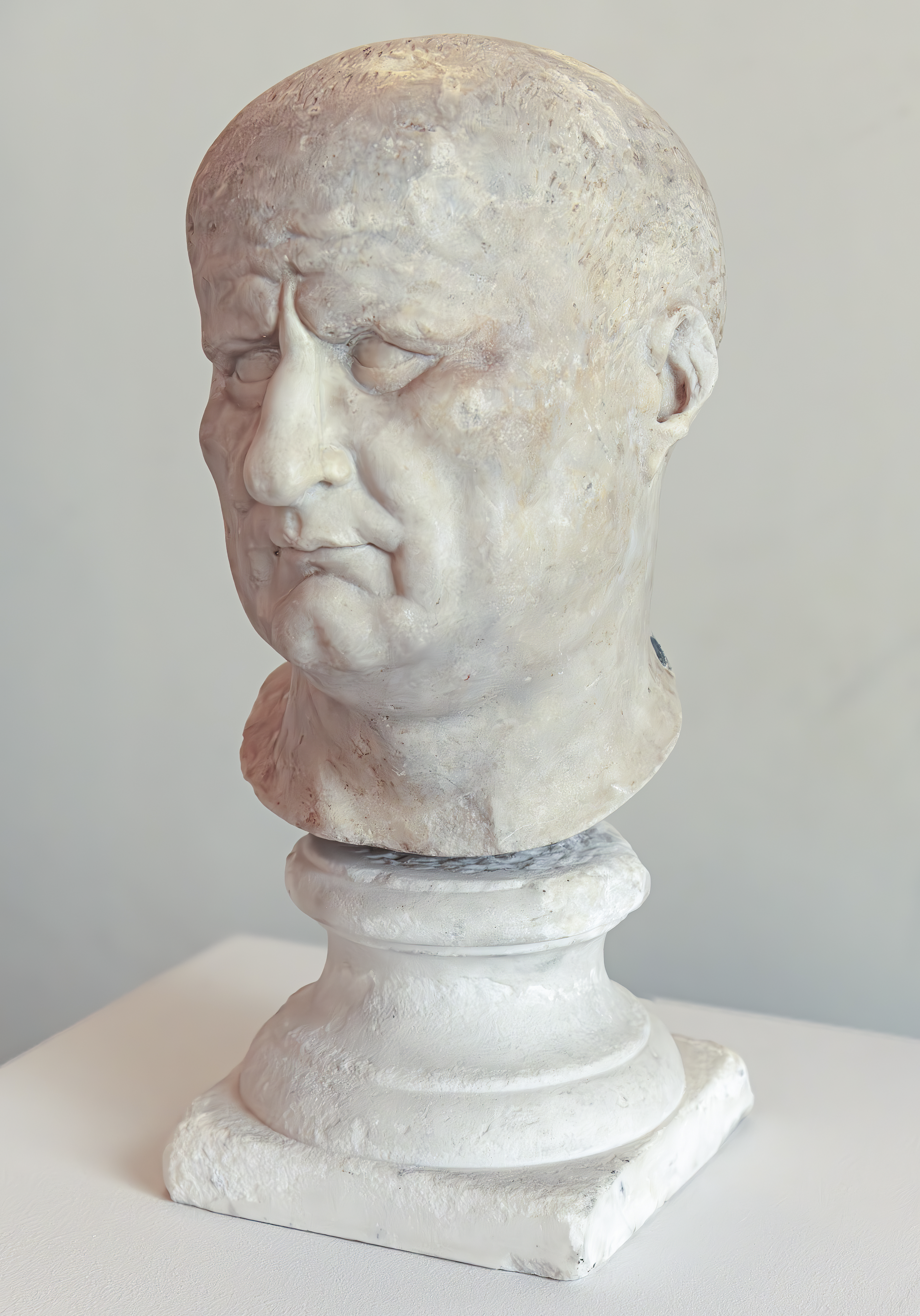
Buste de l'Empereur Vespasien

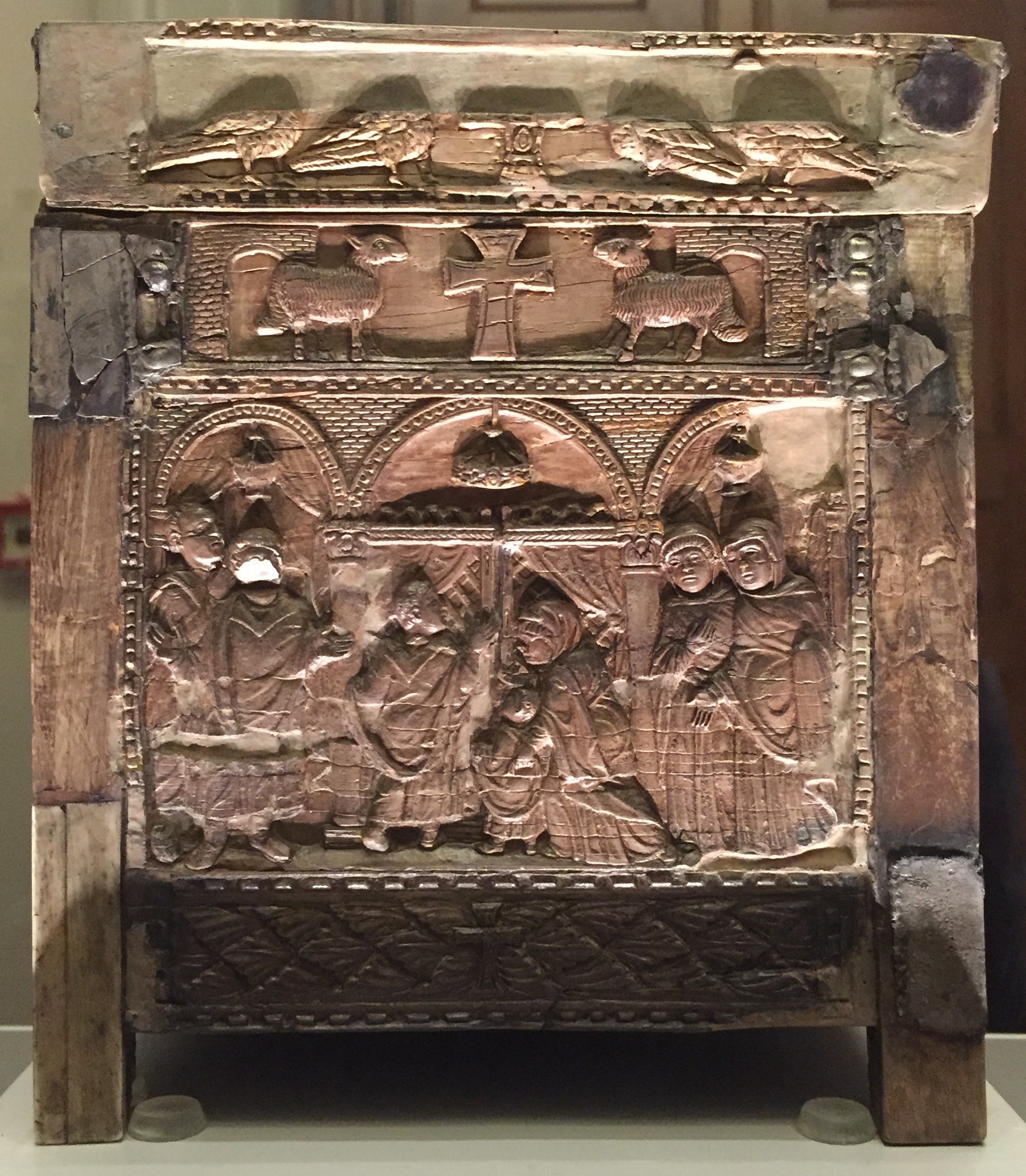
'

La galerie de portraits romains se poursuit dans la salle X (Balbin, Caracalla jeune, Philippe le Jeune et Lucius Verus, ainsi que des portraits féminins, dont deux dames de l'époque flavienne et Plautilla). Une vitrine abrite la Capsule de Samagher, un reliquaire en ivoire et argent du Ve siècle avec des scènes et des symboles chrétiens. Sur les murs, se trouvent des reliefs d'époque romaine.
La salle XI abrite une collection de sarcophages , dont une partie d'un spécimen enguirlandé avec l'enlèvement de Proserpine, le front d'un autre avec le massacre des Niobides (tous deux du IIe siècle) et un fragment de sarcophage attique avec une scène de bataille navale (IIIe siècle). Sur la gauche, deux dalles appartiennent au soi-disant trône de Saturne (Ier siècle), provenant de Ravenne.
Les salles XIII et XIV abritent des monuments funéraires romains, des urnes et des autels, notamment un relief sépulcral retraçant l'histoire des frères Argiens Cléobis et Biton (milieu du IIe siècle) et une double urne cinéraire, décorée en relief de festons et de sphinges.
Dans la salle XV, on peut voir une collection de poteries mycéniennes, chypriotes et grecques à figures noires et à figures rouges, produites en Attique, en Grande Grèce et dans le Latium, ainsi qu'un fragment de bucchero étrusque.
La salle XVII abrite deux briques avec des inscriptions cunéiformes de l'époque de Nabuchodonosor II, des reliefs assyriens représentant des scènes de cour, de guerre et de chasse du Ier millénaire av. J.-C., trouvés dans l'actuel Irak lors de fouilles du XIXe siècle par l'archéologue anglais et découvreur de Ninive, Austen Henry Layard, et entrés au musée en 1891, précédemment exposés dans le Layard galerie à Ca' Cappello, et des sculptures égyptiennes de la période tardive (712 - 332 av. J.-C.), dont une statue-cube en basalte et deux naophores. En face, un chandelier de l'époque romaine et quelques représentations de dieux égyptiens. Dans une vitrine consacrée au thème « religion et magie » figurent des trouvailles de l'époque gréco-romaine de style égyptien, des scarabées égyptiens et autres amulettes, deux stèles magiques et un pilier soutenant une petite statue avec un texte hiéroglyphique .
La salle XVIII contient des statuettes féminines sans tête, des originaux de l'époque grecque classique, des portraits masculins, des copies romaines d'originaux grecs (dont une tête d'Hermès Propylaios). Sur le mur de droite se trouvent trois têtes de l'école d'Alexandrie en pierre noire (Ier siècle av. J.-C.).

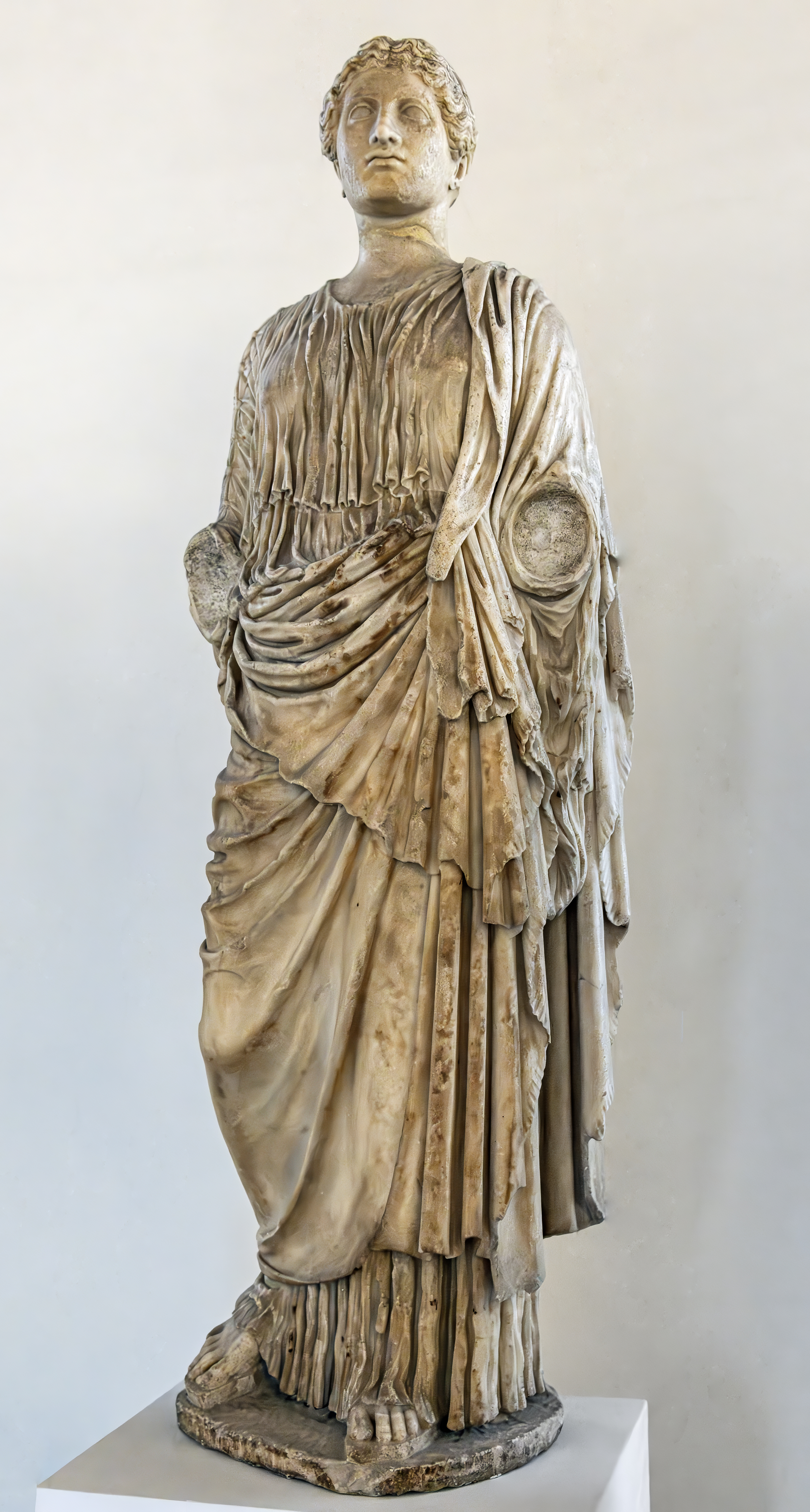
Koré - Abondance Grimani, fin du Ve siècle. Avant JC.
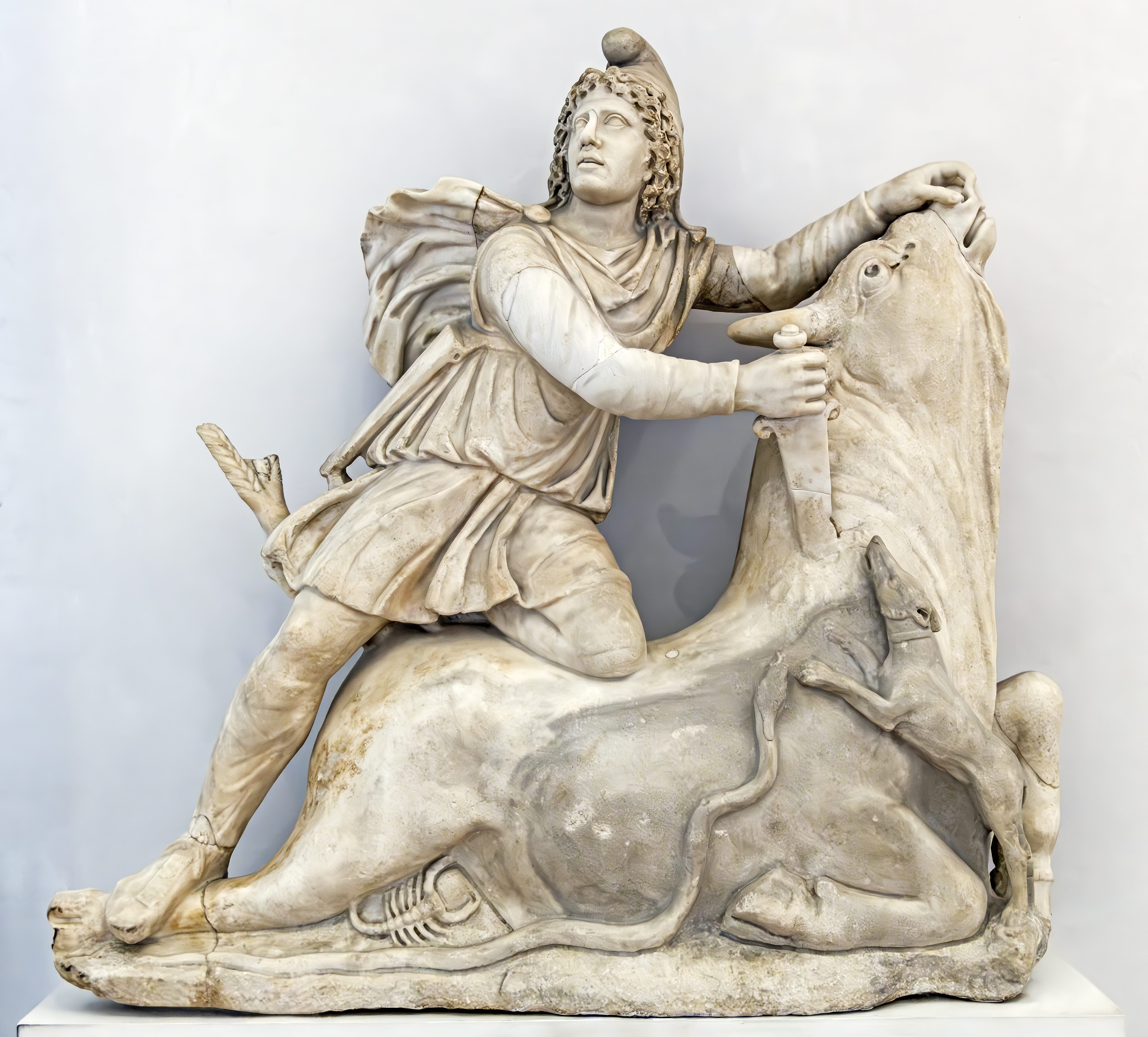
Mithra tuant le taureau - première moitié du IIe siècle après J.-C.
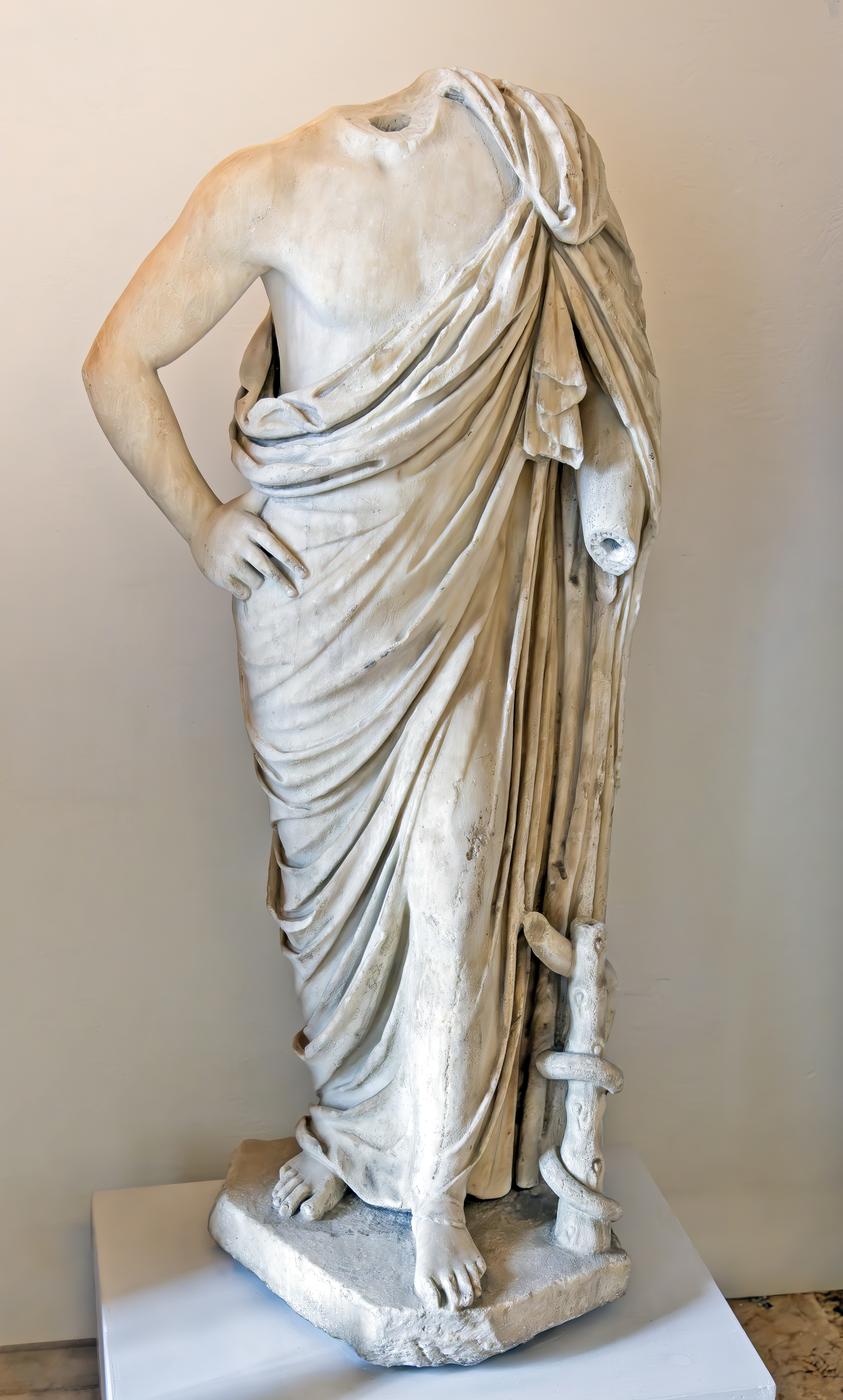
Esculape Copie romaine d'un original grec du
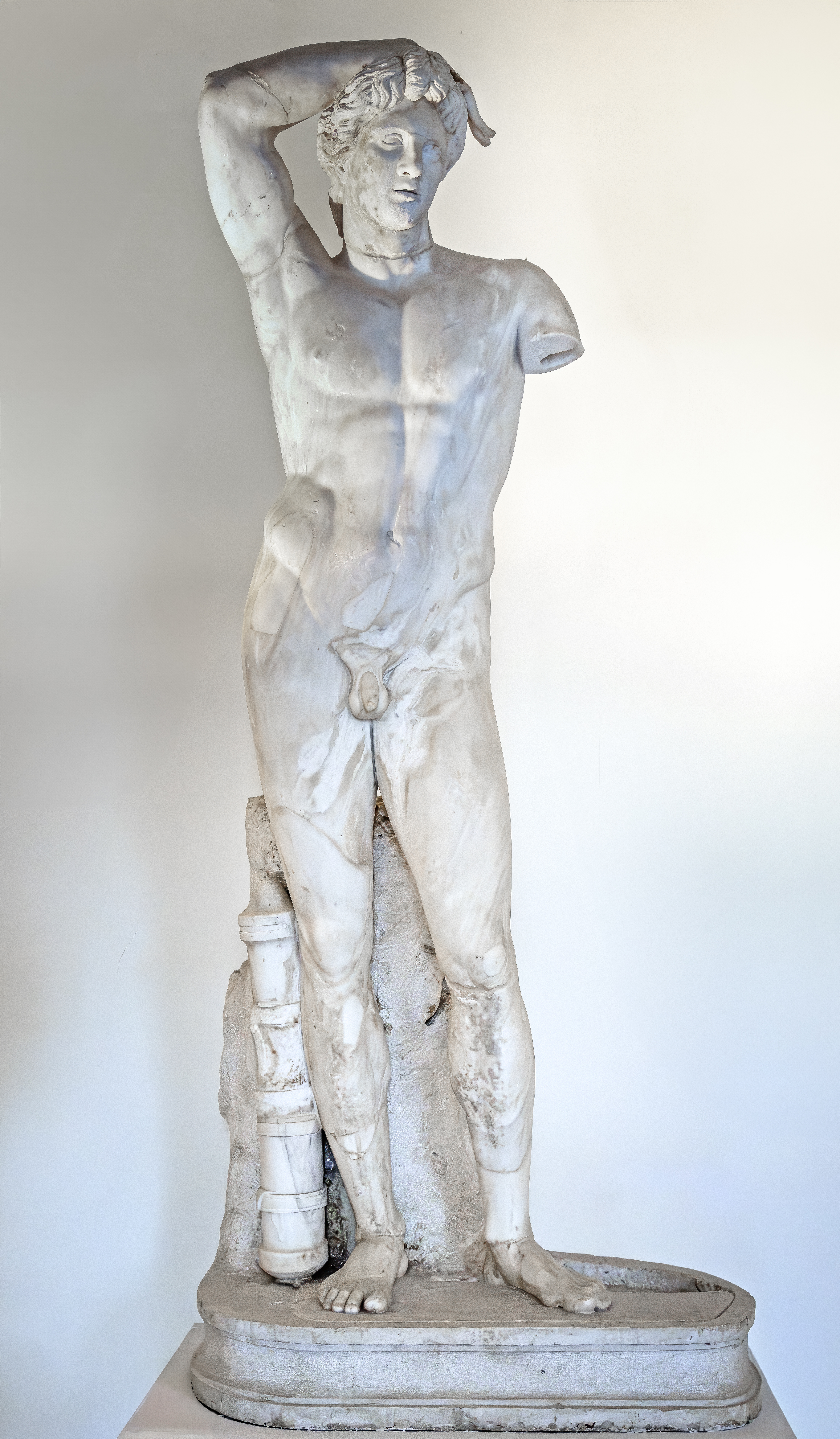
Statue d'Apollon lycien
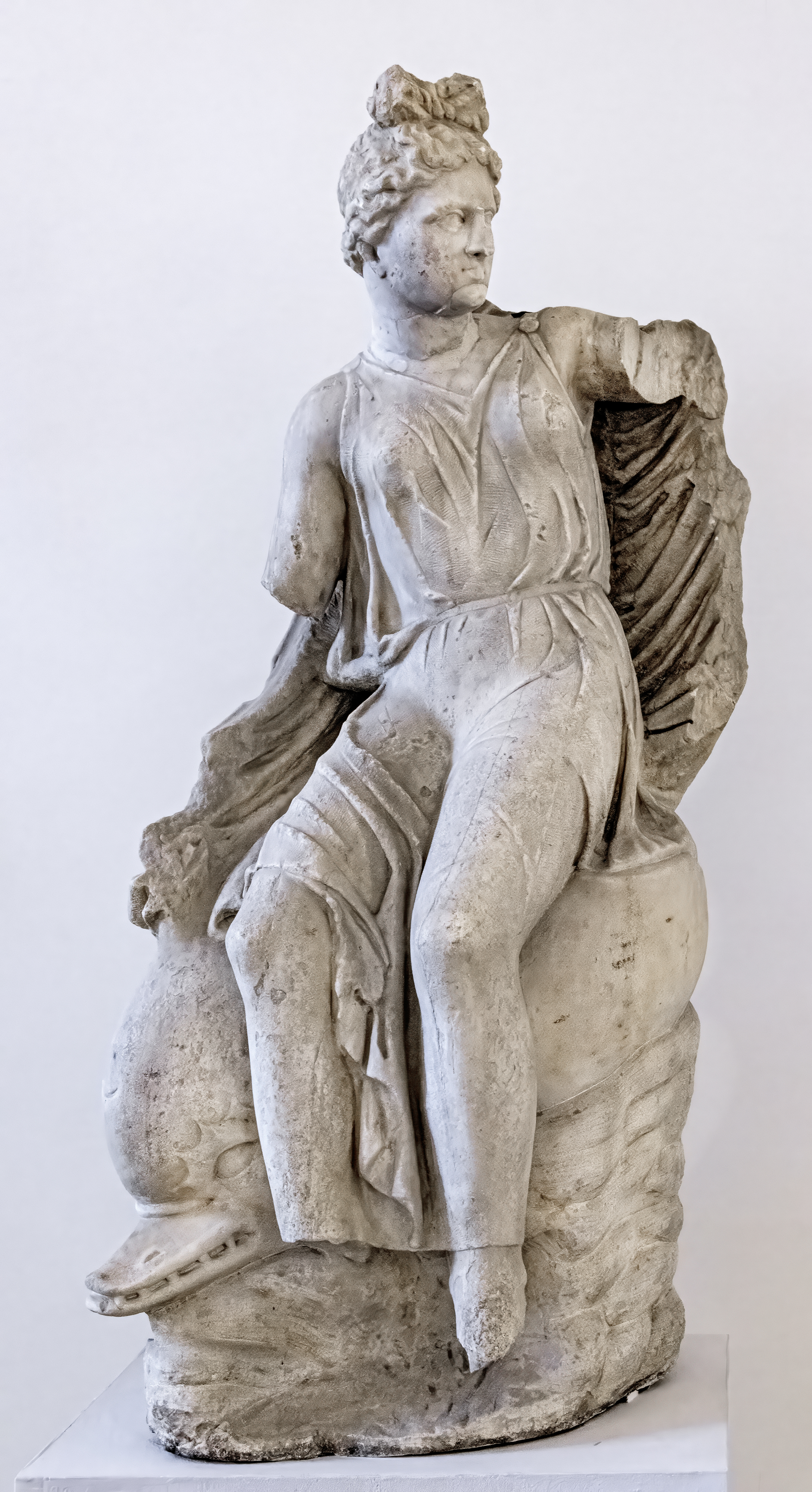
Statut de Néréide sur un dauphin
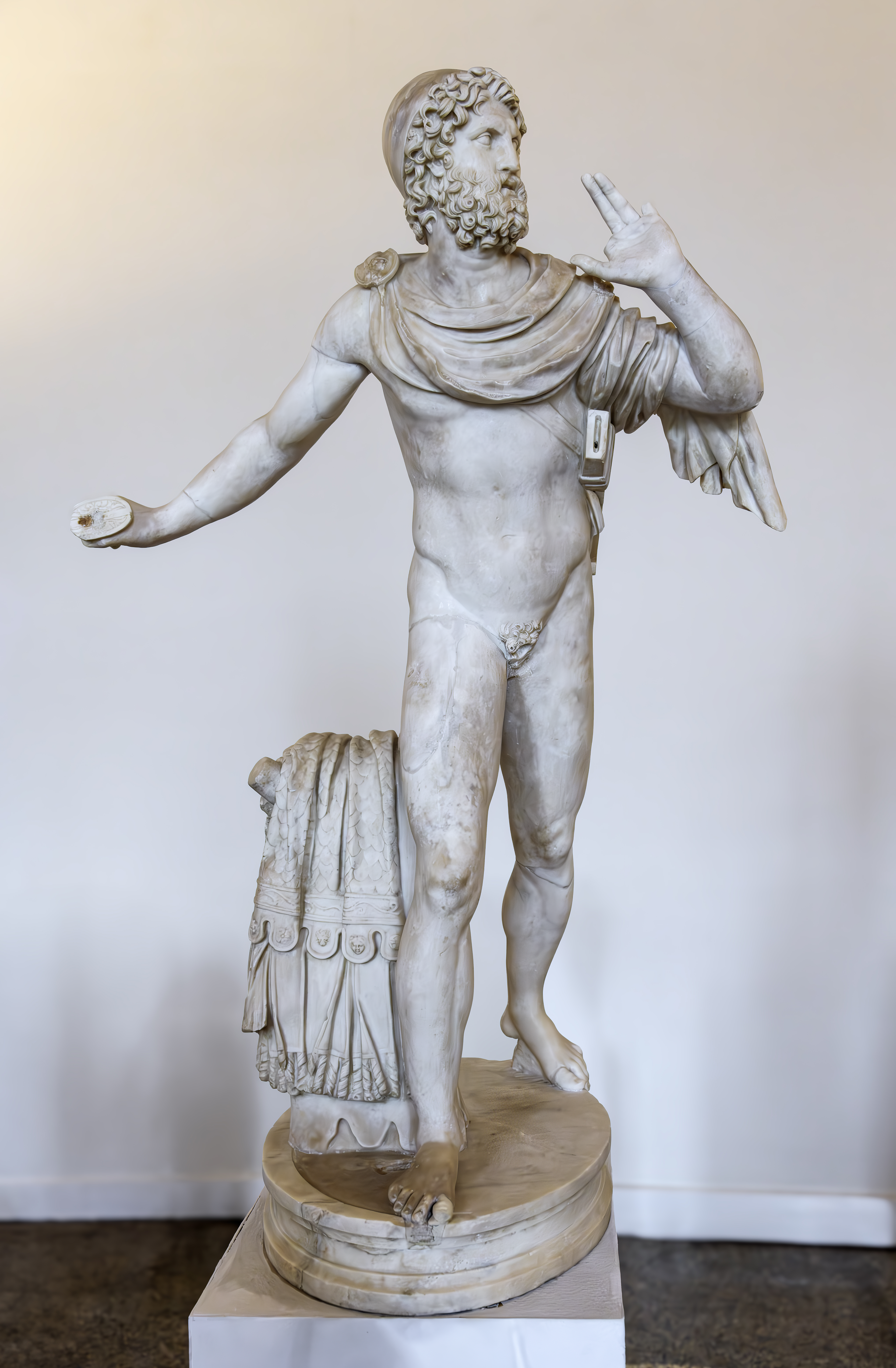
Ulysses
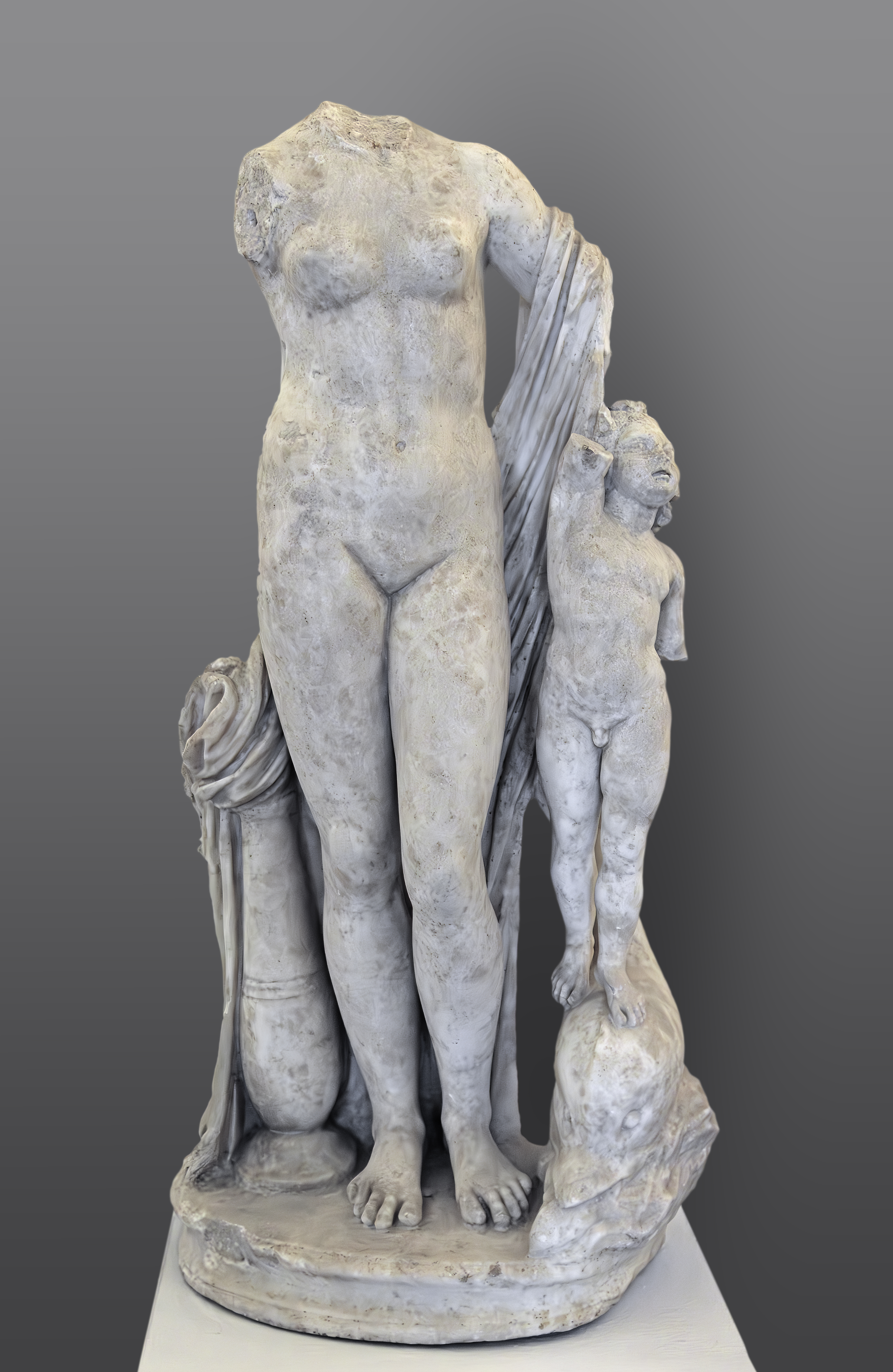
Aphrodite Anadyomene
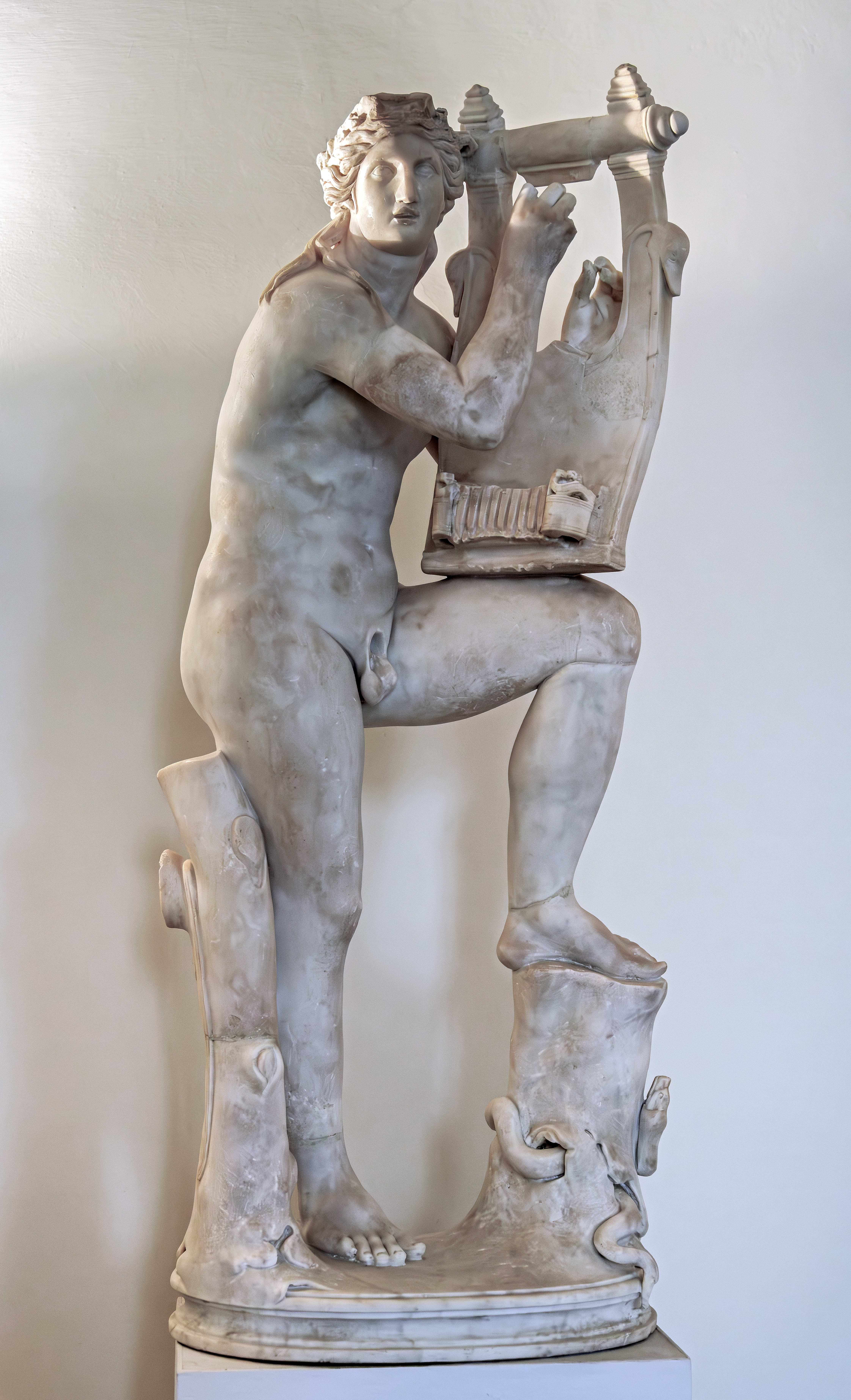
Apollon Cithariste
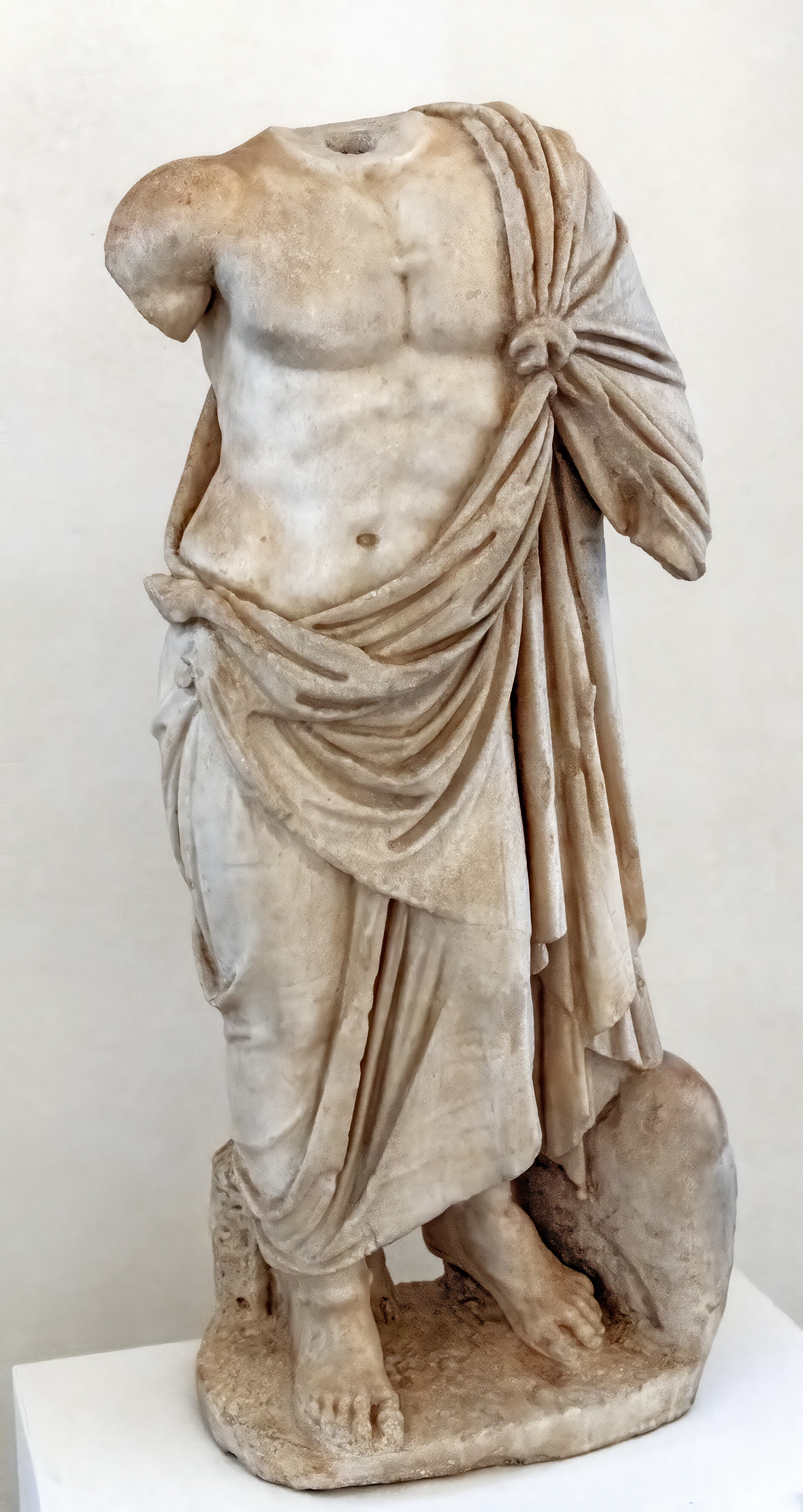
Asclepius
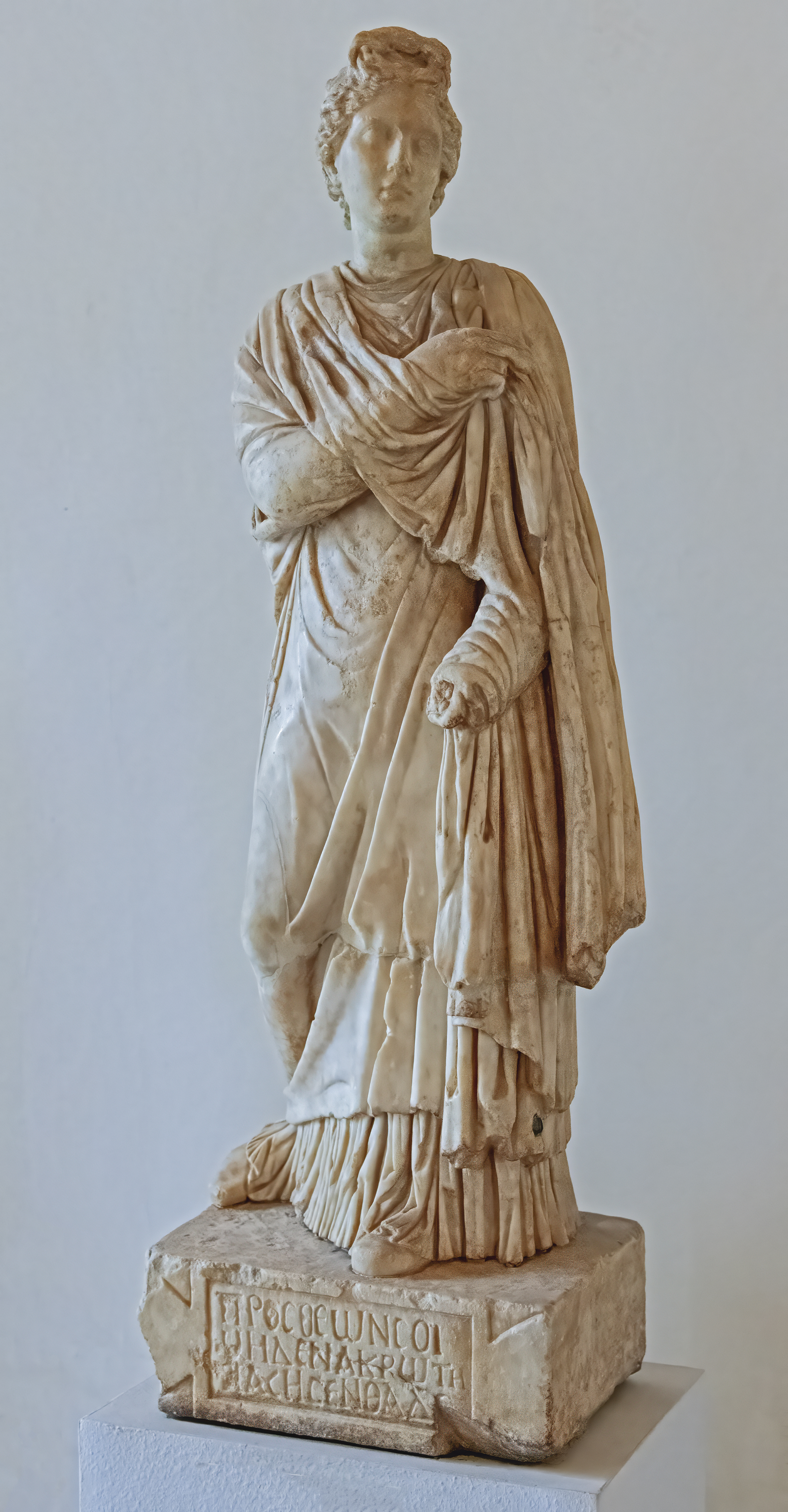
Petite Femme d'Herculanum
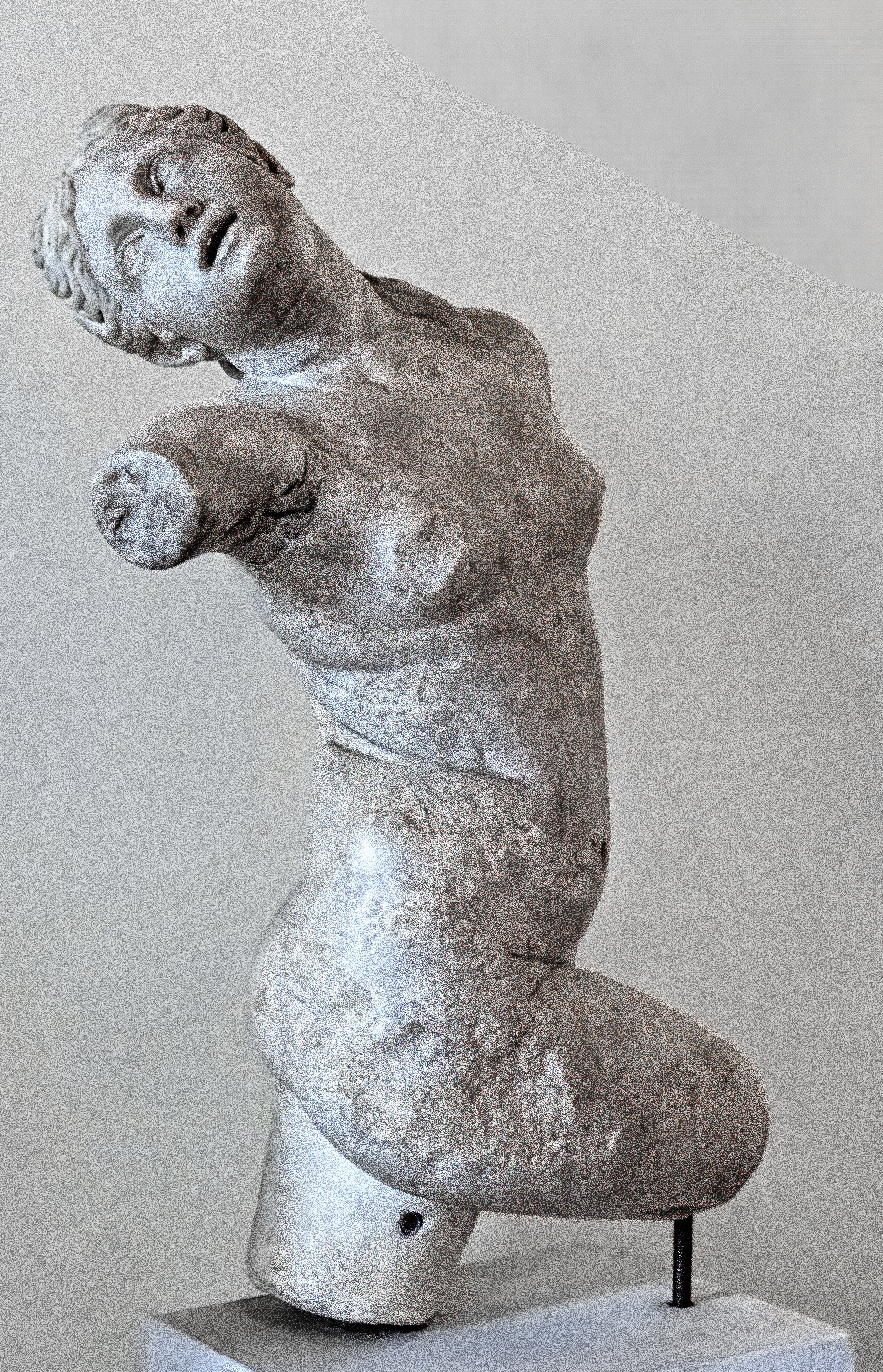
Hermaphrodite
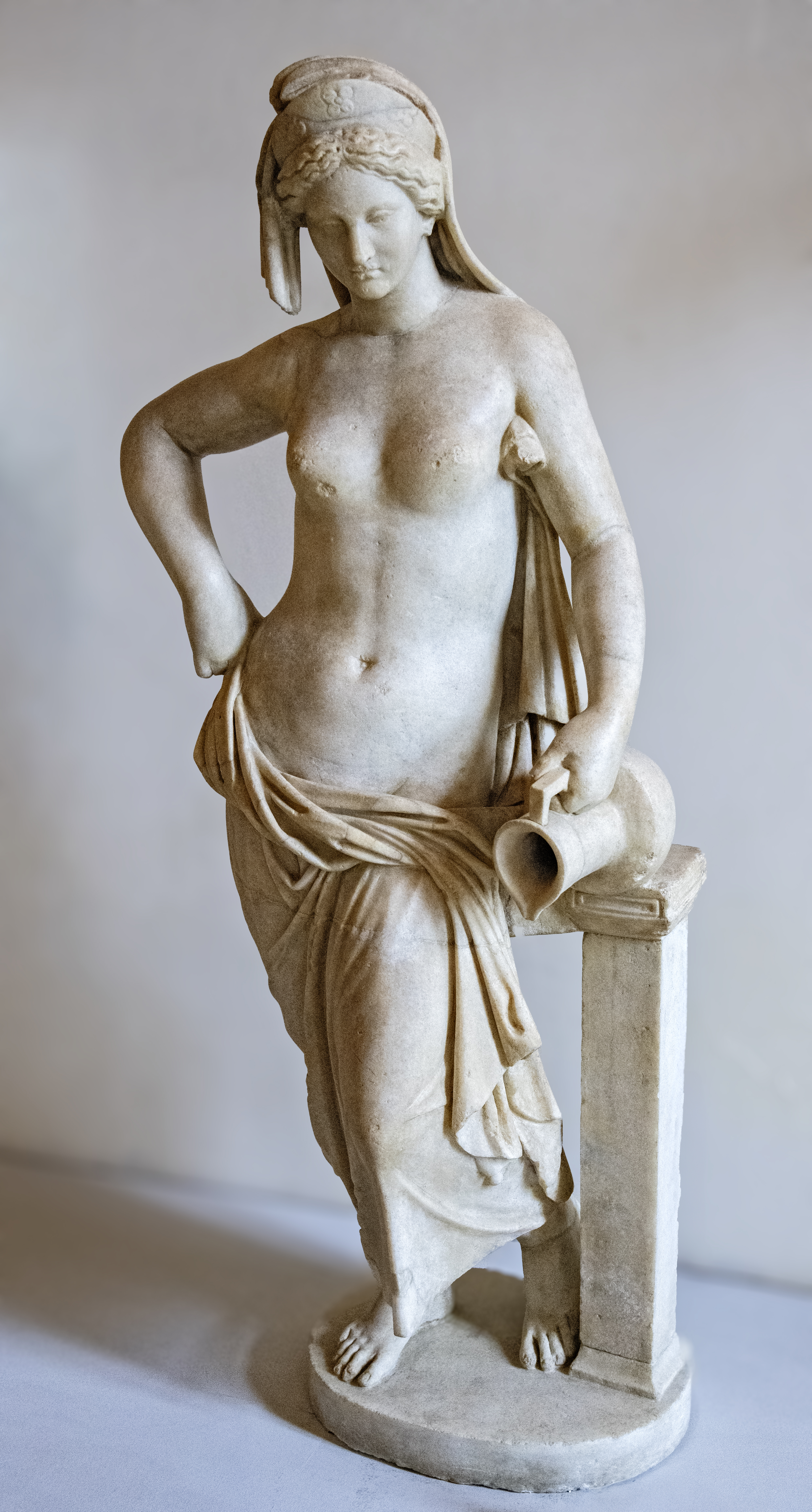
Marine Aphrodite
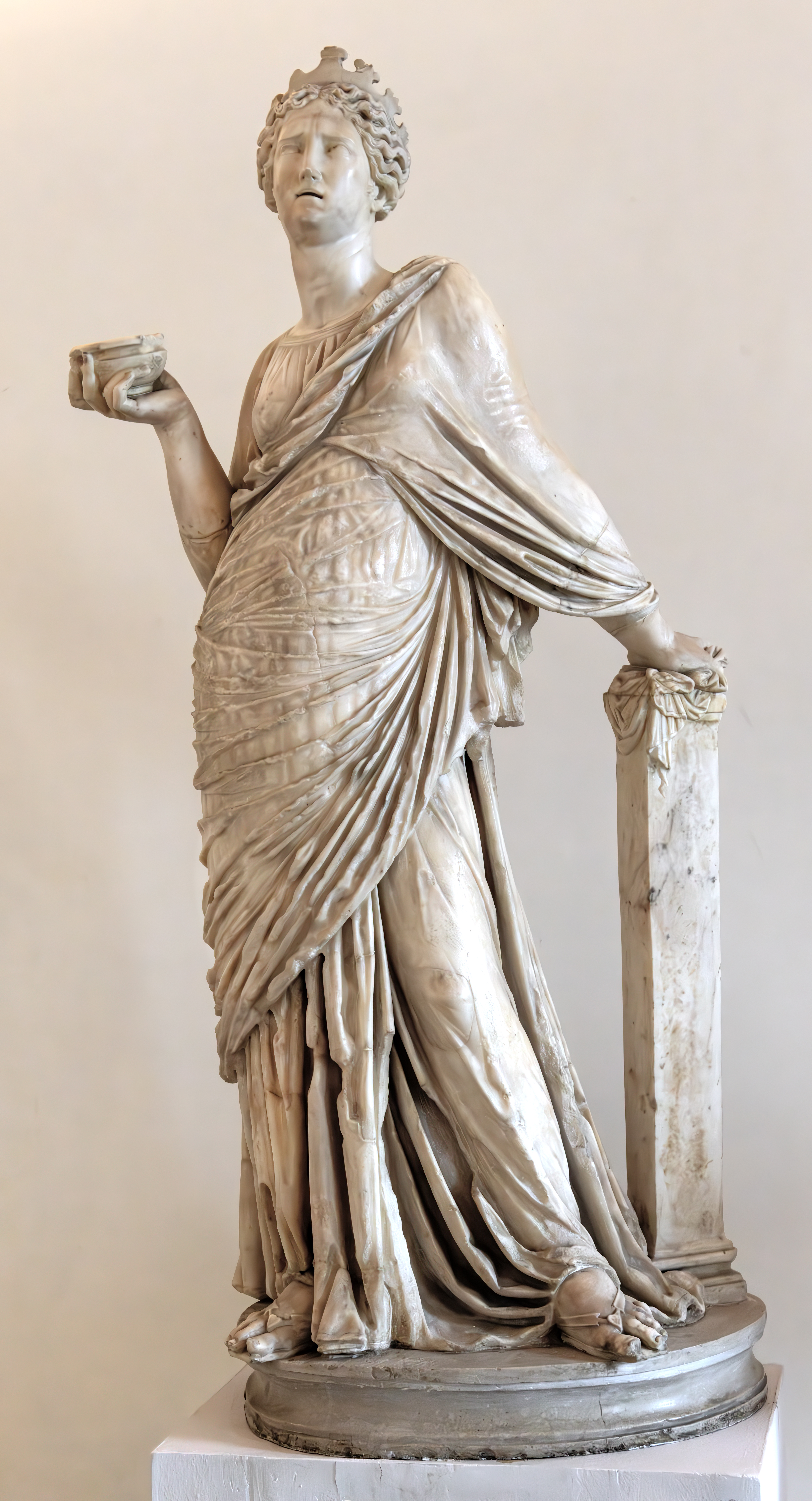
Muse, en Cleopatre
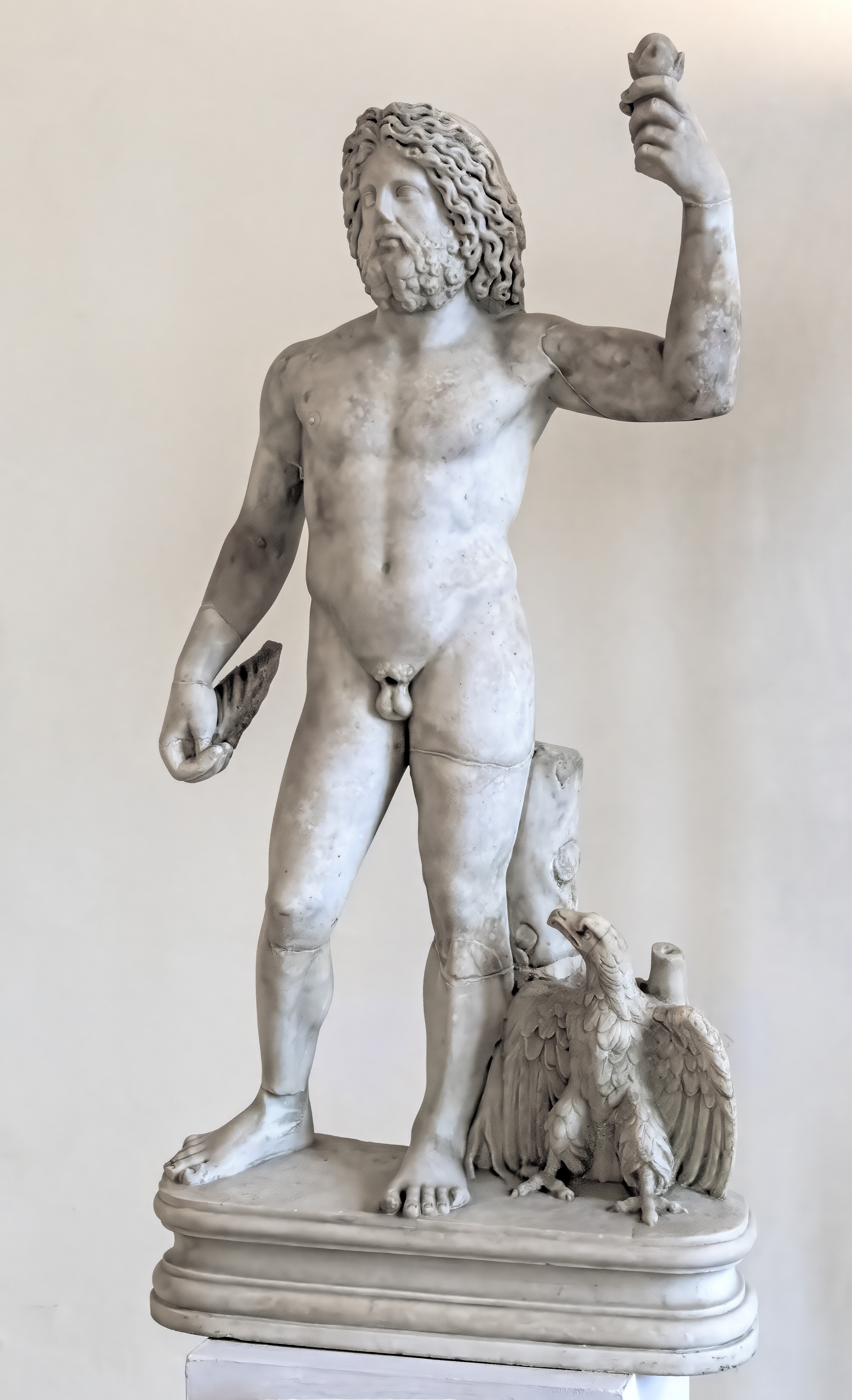
Zeus
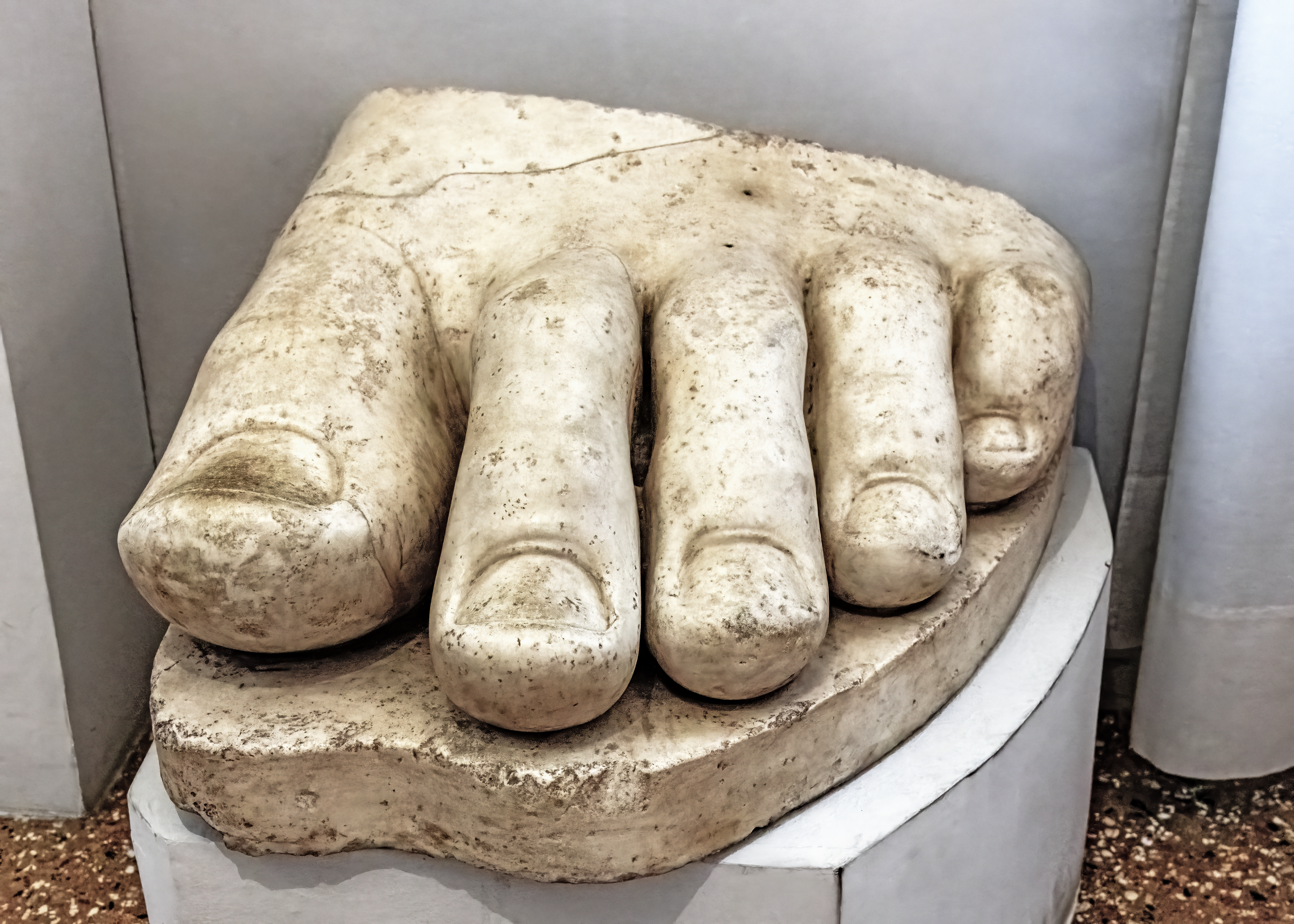
Fragment d'un Pied colossal

Dans la salle XX se trouvent des antiquités égyptiennes et assyro-babyloniennes, avec des œuvres funéraires ou templières, dont deux momies (Ier – IIe siècle), dont l'une a conservé un fragment de papyrus sur lequel a été rapportée une partie du Livre des Souffles, des statuettes d’ushabti, vases canopes, statuettes et bronzes représentant des divinités égyptiennes. Sur le mur de gauche se trouvent des reliefs funéraires de la Grèce orientale.